# Ramsau bei Berchtesgaden
Ramsau bei Berchtesgaden (amtlich: Ramsau b.Berchtesgaden) ist eine Gemeinde im oberbayerischen Landkreis Berchtesgadener Land. Die Gemeindeverwaltung hat ihren Sitz im informell als „Dorf Ramsau“ bezeichneten und im Zusammenhang bebauten „Ortszentrum“. Die Ramsauer Pfarrkirche St. Sebastian und der Hintersee sind weltbekannte Motive der Landschaftsmalerei. Ramsau ist heilklimatischer Kurort und das erste Bergsteigerdorf Deutschlands. Der Nationalpark Berchtesgaden nimmt über 82 Prozent der Gemeindefläche ein.

## Geographie

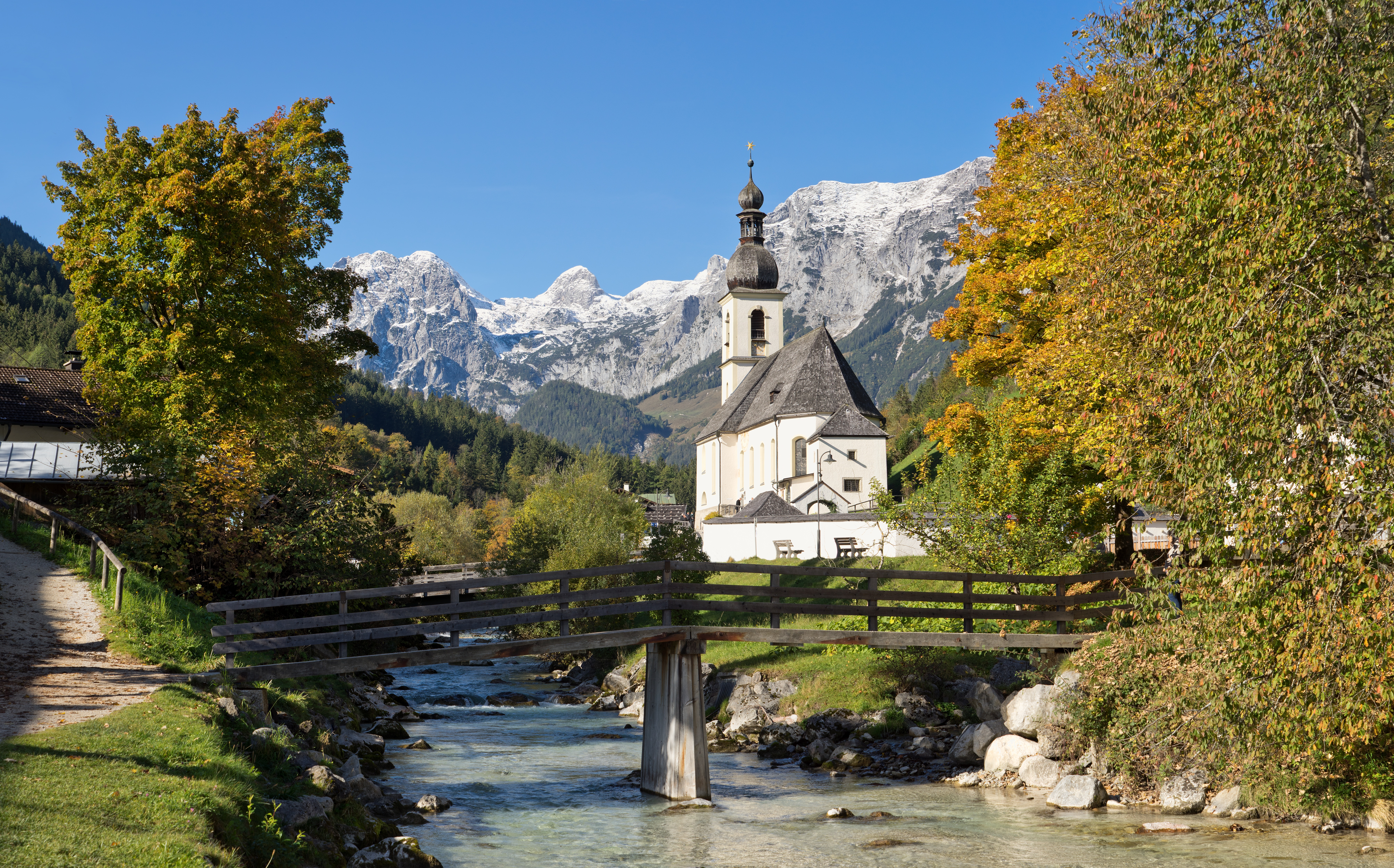
Pfarrkirche St. Sebastian im Ramsauer Malerwinkel mit Reiter Alm und Wagendrischelhorn

### Geografische Lage
Die Gemeinde ist Teil der hochalpinen Region Berchtesgadener Land im Süden des Landkreises Berchtesgadener Land. Mit den benachbarten Gemeinden Berchtesgaden, Bischofswiesen, Marktschellenberg und Schönau am Königssee liegt Ramsau bei Berchtesgaden innerhalb der geomorphologischen Einheit Berchtesgadener Talkessel und ist nahezu völlig von den Berchtesgadener Alpen umgeben, deren Gebirgsstöcke sich wiederum im Osten, Süden und Südwesten ins österreichische Bundesland Salzburg erstrecken. Innerhalb des Berchtesgadener Talkessels bildet Ramsau umrahmt von den Gebirgsstöcken Watzmann, Hochkalter, Reiter Alm und Lattengebirge der Berchtesgadener Alpen nochmals ein abgeschlossenes Gebiet.
Die Gemeinde Ramsau ist durch unterschiedliche Höhenlagen gekennzeichnet, die von 630 bis 2713 m ü. NHN reichen. Höchster Punkt der Gemeinde ist die Mittelspitze des Watzmanns (2.713 m), tiefster Punkt die Ramsauer Ache an der Gemeindegrenze zu Bischofswiesen flussabwärts der Wimbachbrücke. Das Ortszentrum liegt auf ca. 670 m ü. NHN.

### Geologie
Ramsau ist namensgebend für den Ramsaudolomit.

### Nachbargemeinden

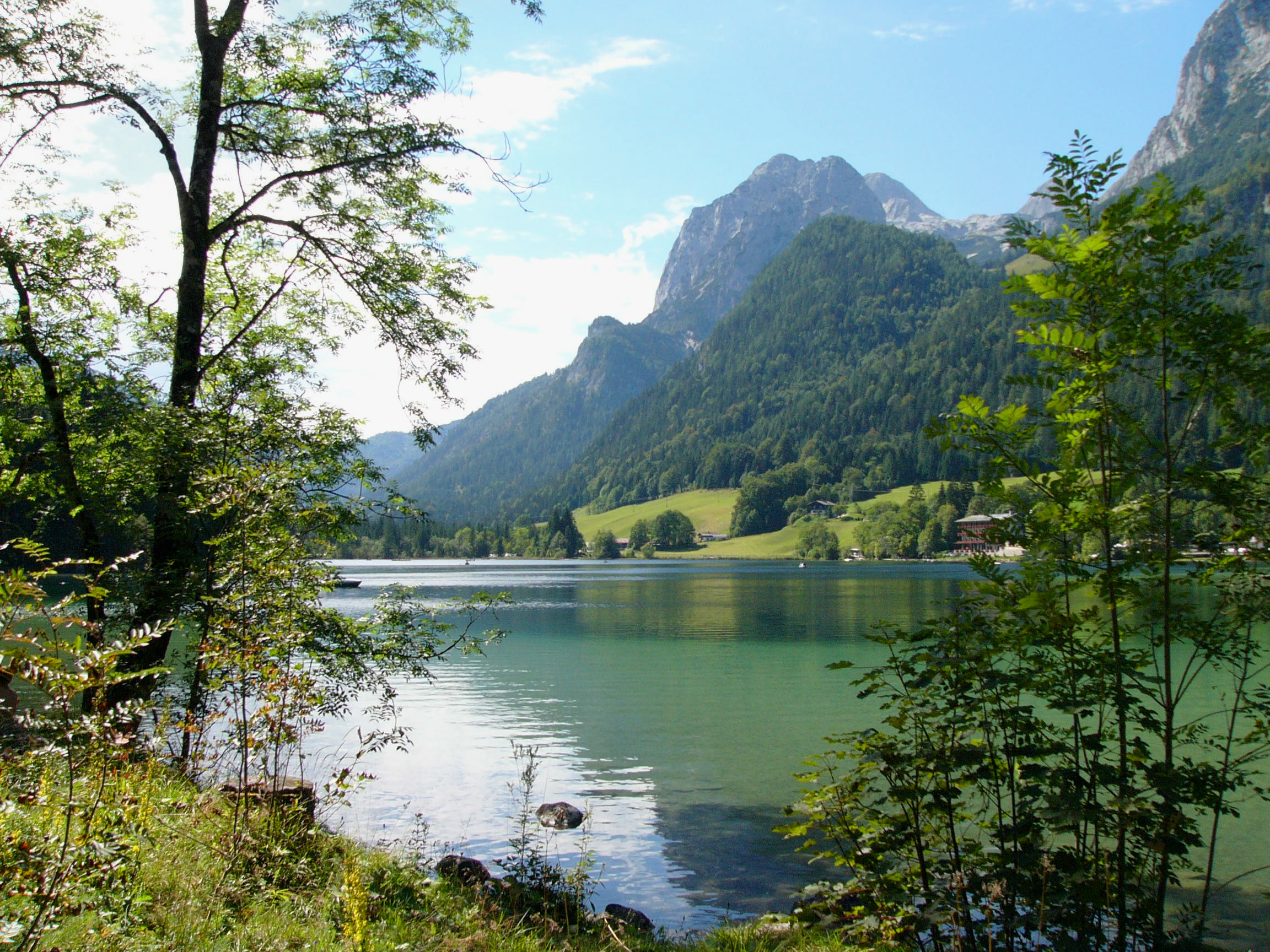
Der Hintersee im gleichnamigen Ortsteil

Die Nachbargemeinden auf deutscher Seite gehören wie Ramsau selbst zum Landkreis Berchtesgadener Land. Seine nordwestliche Nachbargemeinde ist Schneizlreuth, dem sich nordöstlich die Gemeinde Bischofswiesen und südöstlich die Gemeinde Schönau am Königssee anschließen. Im weiteren Verlauf ist die Gemeindegrenze zugleich die Staatsgrenze zum Salzburger Bezirk Zell am See (Pinzgau). Richtung Süden grenzt hier die Stadt Saalfelden an, es folgen im Westen Weißbach bei Lofer, Sankt Martin bei Lofer, Lofer und Unken.

### Gemeindegliederung
Der Besiedelung der Gemeinde beschränkt sich auf das Tal entlang der Ramsauer Ache, rund um den Hintersee und an den Südhängen des Lattengebirges bis auf eine Höhe von 1.100 m.
Das Gemeindegebiet gliedert sich in die Gnotschaften bzw. Gemeindeteile Antenbichl, Au, Schwarzeck und Taubensee und das Dorf Hintersee, dessen Fluren traditionell zur alten Gnotschaft Antenbichl gerechnet werden. Aneinander angrenzende Anteile der Gnotschaften Au, Schwarzeck und Taubensee bilden einen im Zusammenhang bebauten Innenbereich, der informell als Dorf Ramsau oder als Ortszentrum bezeichnet wird.

## Geschichte

### Urgnotschaft des Klosterstifts Berchtesgaden
Nachdem ab 1201 dem Klosterstift Berchtesgaden in geistlicher Hinsicht die Pfarrei Berchtesgaden inkorporiert wurde, kam bald darauf Ramsau als eine ihrer Filialen hinzu, die jedoch erst 1512 mit der Kirche St. Sebastian als eigenem Filialkirchengebäude ausgestattet wurde. Ein Kaufvertrag mit Propst Johann Sax von Saxenau von 1295, laut von Koch-Sternfeld „die erste teutsche Urkunde von Berchtesgaden“, verweist auch auf einen „Heinrich von Ramsau (im Hinterberchtesgaden)“ als einen von mehreren Zeugen dieses Vertrags. Koch-Sternfeld meint auch, dass zu jener Zeit bereits ein „lebhafter Verkehr“ zwischen Berchtesgaden und den Pinzgauer Gütern jenseits des „Hirschbühels und Gerhardsteins“ bestanden habe, um Salz und Vieh auszutauschen – weshalb auch Ramsau und Hintersee „schon vielfältig bewohnt und zum Ackerbau ausgelichtet“ gewesen wären. Nach seiner Beobachtung „verräth die dortige Volksklasse (noch), daß sie mehrern Theils aus dem Unterpinzgau abstammt“.
Im Zuge des 1377 ausgestellten Landbriefs von Propst Ulrich Wulp wurde Ramsau mit seinen zwei bis 1817 namenlosen und noch ungeteilten „Gnotschaftsbezirken“ vermutlich schon ab Ende des 14. Jahrhunderts zu einer der acht „Urgnotschaften“ des Berchtesgadener Landes. Die Gebietsfläche des Berchtesgadener Landes entsprach ab 1155 dem Kernland des Klosterstifts Berchtesgaden, das 1380 zur Reichsprälatur Berchtesgaden und 1559 zur reichsunmittelbaren Fürstpropstei Berchtesgaden erhoben worden war. Schriftliche Erwähnung als Gnotschaft, deren Zuständigkeitsbereich die einstigen bäuerlichen Anwesen ungefähr auf dem Gebiet der heutigen Gemeinde Ramsau bei Berchtesgaden umfasste, findet Ramsau erstmals im ersten Steuerbuch des Berchtesgadener Landes von 1456.

→ Siehe zu diesem Absatz auch den Abschnitt: Geschichte in Fürstpropstei Berchtesgaden

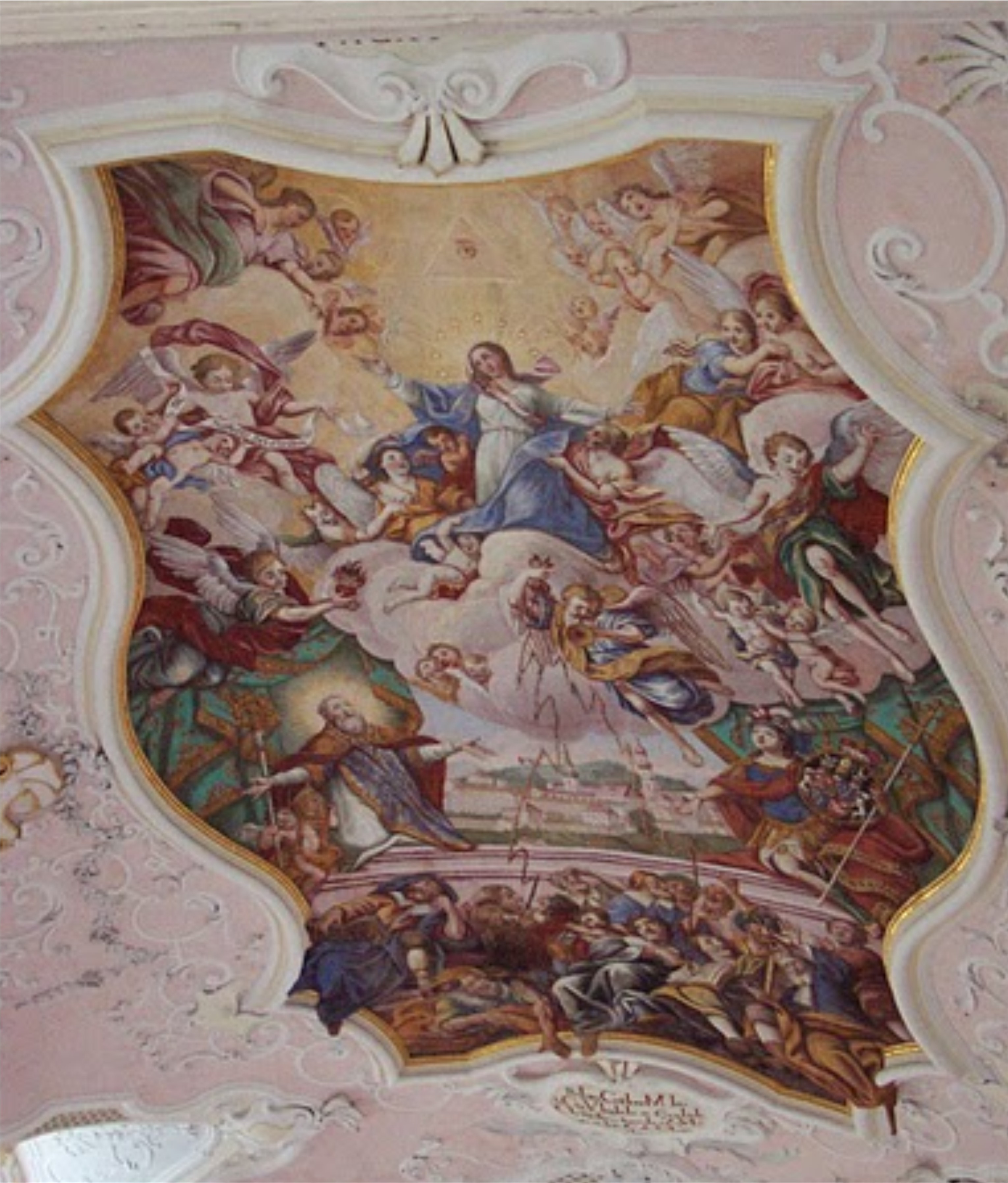
Deckenfresko in Maria Kunterweg

Im 16. Jahrhundert fand die Reformation in Ramsau im Gegensatz zu den meisten anderen Gnotschaften des Berchtesgadener Landes nur wenige Anhänger.

Und nachdem im Zuge der Gegenreformation eine große Anzahl der Protestanten und damit 10 Prozent der Bevölkerung aus dem fürstpröpstlich regierten Herrschaftsgebiet vertrieben waren, wurde noch im Jahr ihres Auszugs (1733) in Ramsau die Kirche Maria Himmelfahrt, auch bekannt als Maria Kunterweg, geweiht, in der ein Deckengemälde diese Auswanderung triumphierend dokumentiert. Im unteren Chronogramm zweier Kartuschen ist dazu, aus dem Lateinischen übersetzt, zu lesen:
Auf Fürbitte der unbefleckten Jungfrau und Mutter
ist der verderbende Irrglaube hier von dieser
Kirche ausgetrieben worden. (1733)

→ Siehe zu diesem Absatz auch die Abschnitte: Reformation und Gegenreformation, Vertreibungen und Emigration in Fürstpropstei Berchtesgaden

### Säkularisation, Anschluss an Bayern
Nach der Säkularisation von 1803 verlor das Berchtesgadener Land seine politische Eigenständigkeit als Fürstpropstei, darauf folgten kurz hintereinander drei Herrschaftswechsel. 1810 wurde das Berchtesgadener Land schließlich dem Königreich Bayern angegliedert. Unter der direkten Zuständigkeit des Landgerichts Berchtesgaden wurde aus Ramsau eine Gemeinde, die dem Salzachkreis und ab 1817 dem neu geschaffenen Isarkreis zugeordnet war, der seit 1838 Oberbayern heißt. Die bisherigen beiden Gnotschaftsbezirke von Ramsau erhielten 1817 namentliche Bezeichnungen und wurden in die vier Ortsteile Au und Schwarzeck (vormals Teile des 1. Gnotschaftsbezirks) sowie Antenbichl und Taubensee (vormals Teile des 2. Gnotschaftsbezirks) aufgesplittet, die seither bis zum heutigen Tag als „Gnotschaften“ bezeichnet werden. Seit den Verwaltungsreformen in Bayern von 1818 kann sich die Gemeinde Ramsau selbst verwalten.

→ Siehe zu diesem Absatz auch den Abschnitt: Nach der Säkularisation in Fürstpropstei Berchtesgaden
Unter den Regentschaften des Kurfürstentums Salzburg von 1803 bis 1805 und der des Kaiserreichs Österreich bis 1809 wurde in Ramsau eine Straße vom Hintersee aus über den Hirschbichl in den Pinzgau angelegt, die dem Salztransport und einer engeren wirtschaftlichen Bindung des Territoriums an Österreich dienen sollte.

→ Siehe zu diesem Absatz auch den Abschnitt: Nach der Säkularisation in Fürstpropstei Berchtesgaden

Postbus nach Hintersee (1907)

Im Jahr 1868 erfolgte eine Unterteilung des Regierungsbezirks Oberbayern und die Eingliederung von Ramsau in das Bezirksamt Berchtesgaden. Das bayerische Herrscherhaus der Wittelsbacher nutzte die umfangreichen Forstflächen Ramsaus als Hofjagdgebiet.
Am 1. Mai 1885 erfolgte die Einrichtung einer ersten „ortsfesten Post“ bzw. „Postexpedition“ in Ramsau, die bis 1995 als eigenständiges Postamt Bestand hatte. Nach der Privatisierung der Post und mit der Verlagerung des Zustelldienstes von Ramsau nach Berchtesgaden wurde das Postamt jedoch in eine „Postfiliale“ umgewandelt und 1998 schließlich endgültig aufgegeben. Die bisherigen Aufgaben der Post übernahm dann eine in einer Drogerie eingerichtete Postagentur, die 2003 ebenfalls aufgegeben wurde. Seither gibt es in Ramsau keine ortsfeste Poststelle mehr.
Als eine der ersten Postbuslinien ab dem Vorplatz des Berchtesgadener Bahnhofs wurde 1907 die Verbindung Berchtesgaden–Hintersee eingerichtet, die zugleich auch den Fremdenverkehr der Ramsauer Gemeinde befördern half.

### Zeit der Weimarer Republik
Im Zuge der Novemberrevolution war die Sicherheit König Ludwig III. in München nicht mehr gewährleistet. Am 7. November 1918 floh er zusammen mit dem restlichen Hofstaat in Automobilen zuerst nach Wildenwart, von dort weiter an den Hintersee. Als auch in Ramsau die Sicherheit des Königs bedroht schien, floh er weiter nach Schloss Anif bei Salzburg in Österreich und entband am 13. November 1918 mit der Anifer Erklärung die bayerischen Beamten und Soldaten von ihrem Treueeid.

### Zeit des Nationalsozialismus
Den bereits in den 1920ern erstmals aufkeimenden und vom Markt Berchtesgaden schließlich vorgetragenen Bestrebungen, von Ramsau aus den Watzmann mit einer Seilbahn zu erschließen, erteilte der bayerische Ministerpräsident Ludwig Siebert (NSDAP) mit „Zustimmung des Führers und Reichskanzlers“ am 2. Februar 1935 einen abschlägigen Bescheid.
Zwischen 1934 und 1937 wurde die Deutsche Alpenstraße angelegt, die, wie später die zwischen 1968 und 1972 erstellte Straßenverbindung über das Hochschwarzeck nach Loipl (Bischofswiesen), Ramsau nicht nur zum „Zielort, sondern in einem nie vorhergesehenen Ausmaß auch Durchgangsgebiet“ werden ließ. Der auch mit dem Bau der Alpenstraße befasste Generalinspektor für das deutsche Straßenwesen Fritz Todt erwarb das ehemalige Zollhaus an der Hirschbichlstraße nahe dem Hintersee und ließ es 1940/41 durch Gustav Gsaenger zu einem Wohnhaus umbauen.
Das für den Ort zuständige Bezirksamt Berchtesgaden wurde 1939 in Landkreis Berchtesgaden mit gleichem Zuständigkeitsbereich umbenannt.
Paul Giesler (1895–1945), erst Gauleiter der NSDAP von Westfalen-Süd und München-Oberbayern, dann bayerischer Ministerpräsident und gemäß Hitlers politischem Testament ab dem 30. April 1945 Nachfolger von Heinrich Himmler als Reichsminister des Innern, hat am 2. Mai 1945 im Zauberwald nahe beim Hintersee seine Frau erschossen. Dem sei angeblich ein mit seiner Frau und seiner Schwiegermutter gemeinschaftlich versuchter Suizid mit Schlafmitteln vorangegangen. Auch ein möglicherweise zweiter Suizidversuch nach der Tötung seiner Frau missriet: Durch einen Kopfschuss schwerverwundet, wurde Giesler in ein Lazarett im Bischofswieser Gemeindeteil Stanggaß gebracht, wo er einige Tage später laut Sterbebuch der Katholischen Pfarrei Berchtesgaden am 8. Mai 1945 starb. Doch insgesamt sind die Angaben zu Gieslers Todesumständen widersprüchlich und ungesichert.

### Nachkriegszeit

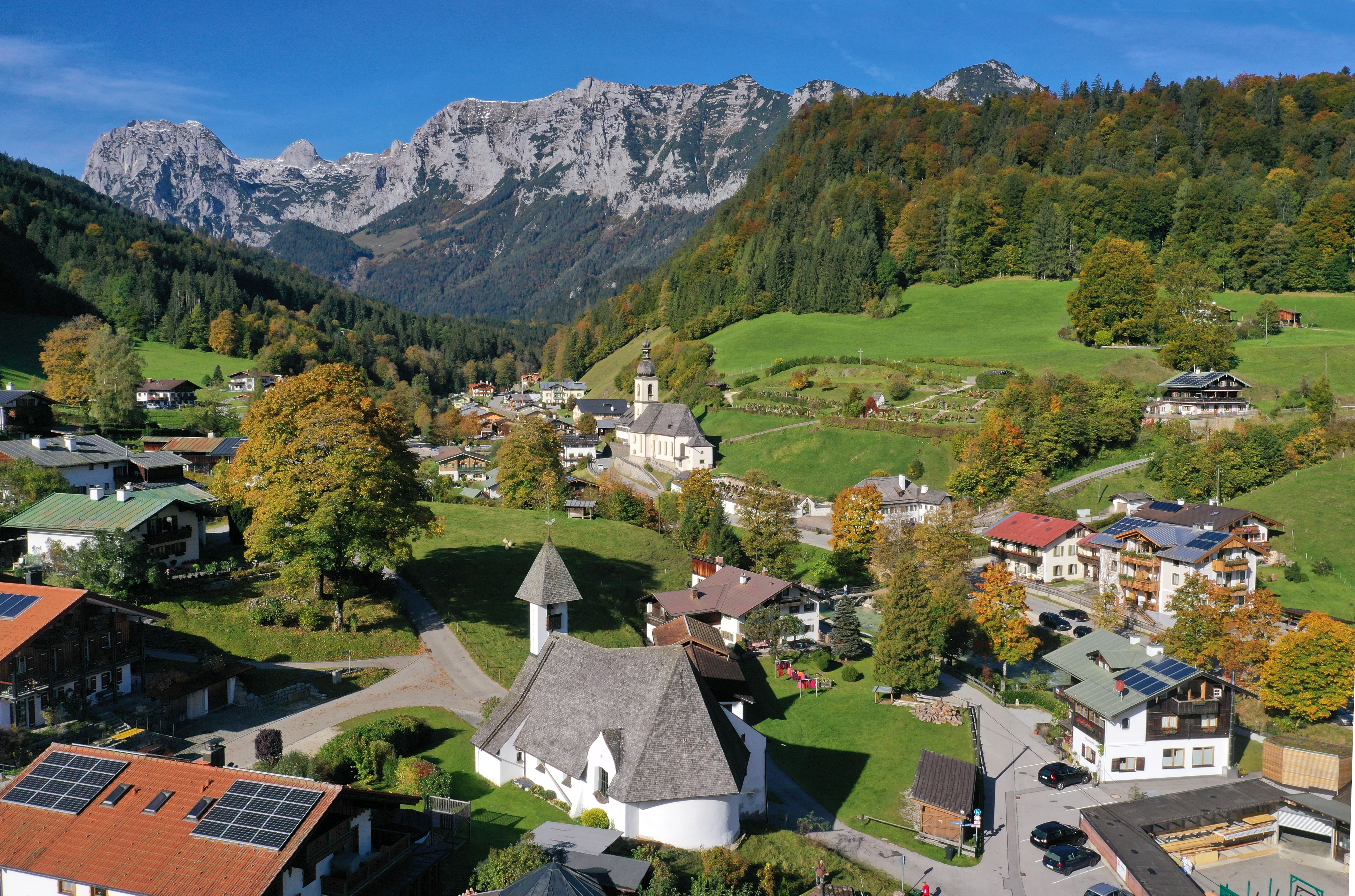
Ramsau mit der Reiteralpe und den Kirchen Zum Guten Hirten (vorn) und St. Sebastian

Nach dem Krieg wurden der Gemeinde Ramsau zahlreiche Heimatvertriebene aus den deutschen Ostgebieten, vor allem aus dem Sudetenland, zugewiesen. So wuchs die Einwohnerzahl der Gemeinde von 1376 im Jahr 1939 auf 2152 im Jahr 1946. Wegen der prekären Wohn- und Arbeitsmarktsituation zogen viele Heimatvertriebene aber bald wieder weg, sodass bei den Volkszählungen von 1950 und 1961 in Ramsau nur noch 479 bzw. 187 Heimatvertriebene erfasst wurden. Die Zahl aller Einwohner der Gemeinde betrug im Jahr 1950 nur noch 2099 und im Jahr 1961 sogar nur noch 1799. Seither hat sich die Einwohnerzahl der Gemeinde nur geringfügig vermindert (s. unten Abschnitt Einwohnerentwicklung).
1958 wurde mit der Kirche Zum Guten Hirten in Ramsau erstmals ein säkulares Gebäude für die Evangelisch-Lutherischen Kirchengemeinde eingeweiht.
Kurz nach dem Ende des Zweiten Weltkriegs versuchte der Ramsauer Forstmeister Georg Küßwetter die weitere Ausbreitung des Tourismus in den Ramsauer Bergen zu verhindern. Er veranlasste ab 1946 mehrere Brandstiftungen an Alm- und Berghütten und ließ anschließend die Mauern des ehemaligen Wehrmachtshauses am Blaueis sprengen. Das Landgericht Traunstein führte 1952 gegen ihn als Hauptbeschuldigten den Prozess im königlichen Schloss in Berchtesgaden. Dieses Gerichtsverfahren fand bundesweites Medieninteresse. Er wurde im September 1952 zu zweieinhalb Jahren Gefängnis verurteilt.
1968 gründete die Gemeinde Ramsau zusammen mit dem Markt Berchtesgaden, dem Fremdenverkehrsverband des Berchtesgadener Landes und einigen Privatpersonen die „Watzmannbahn GmbH“ mit dem Ziel, nach dem abschlägigen Bescheid von 1935 einen neuen Anlauf in Sachen Watzmannbahn zu nehmen. Dem folgten juristische Auseinandersetzungen mit Gegnern der touristischen Erschließung des Watzmanns. Und wiewohl der Ramsauer Gemeinderat noch am 13. September 1972 meinte, „der Bau einer Kabinenseilbahn zum Falzköpfl ist für Ramsau ein lebenswichtiges Projekt“, entzogen das Urteil des Bayerischen Verwaltungsgerichts vom 17. Dezember 1969 und der Beschluss der Bayerischen Staatsregierung vom 7. Mai 1974 über die Errichtung des Nationalparks Berchtesgaden schließlich dem Projekt die Grundlage und setzten ihm ein neuerliches Ende.

### Von der Gebietsreform bis zur Gegenwart
Auch nach der Gebietsreform in Bayern von 1972 blieb Ramsau (offiziell seither: „Ramsau bei Berchtesgaden“) eine eigenständige Gemeinde.
Am 1. Januar 1984 wurden die gemeindefreien Gebiete Forst Hintersee (3489,32 ha), Ramsauer Forst (5685,89 ha) und Forst Taubensee (754,78 ha) aufgelöst und vollständig in die Gemeinde Ramsau eingegliedert. Ebenso wurde der südliche Teil des Jettenberger Forsts (Reiter Alm, 963,27 von 2963,27 ha) in die Gemeinde und Gemarkung Ramsau eingegliedert (der größere nördliche Teil mit 2000,00 ha ging an die Nachbargemeinde Schneizlreuth). Diese unbewohnten Flächen liegen vollständig im Nationalpark Berchtesgaden, durch ihre Eingliederung vergrößerte sich die Gemeindefläche erheblich von 22,98 km² auf 129,18 km². Dies schließt auch die zwei Hektar ein, die Berchtesgaden am 1. Juli 1982 bei der Auflösung des gemeindefreien Gebiets Berchtesgadener Bürgerwald erhielt (der Löwenanteil mit 258,9 Hektar ging an die Nachbargemeinde Bischofswiesen).

### Einwohnerentwicklung
Bei der letzten Volkszählung von 1987 wurden für die Ramsau insgesamt 1694 Einwohner ausgewiesen, am 31. Dezember 2014 zählte die Gemeinde 1742 Einwohner.
Zwischen 1988 und 2018 sank die Einwohnerzahl bzw. sie stagnierte von 1723 auf 1714 um 9 Einwohner bzw. um 0,5 %.

### Geografisch-soziokulturelle Zuordnungen
Ramsau bei Berchtesgaden liegt innerhalb der von der Gebirgsgruppe der Berchtesgadener Alpen umschlossenen Region Berchtesgadener Land. Ab 1155 nahezu deckungsgleich mit dem Kernland des Klosterstifts Berchtesgaden, das über die Jahrhunderte zu immer größerer Eigenständigkeit gelangte und von 1559 bis 1803 zur reichsunmittelbaren Fürstpropstei Berchtesgaden erhoben worden war, grenzt sich diese Region noch heute kulturgeschichtlich und soziokulturell unter anderem vom benachbarten Chiemgau und innerhalb des gleichnamigen Landkreises Berchtesgadener Land vom vormals herzoglich bayerischen Bad Reichenhall und vom einst zum Erzstift Salzburg gehörenden Rupertiwinkel ab. Somit gingen und gehen für Ramsau bei Berchtesgaden zuständige Gemeindeverbände und Gebietskörperschaften wie der vormalige Landkreis Berchtesgaden und der jetzige Landkreis Berchtesgadener Land der Fläche wie auch den zugehörigen Gemeinden nach weit über die soziokulturelle Begriffseinheit „Berchtesgadener Land“ hinaus.
Bezogen auf die Region Berchtesgadener Land hat sich auch der am 26. Januar 1908 gegründete Weihnachtsschützenverein Ramsau den 1925 gegründeten Vereinigten Weihnachtsschützen des Berchtesgadener Landes und der Ramsauer Gebirgstrachtenerhaltungsverein „D' Achentaler“ den 1928 gegründeten Vereinigten Trachtenvereinen im Berchtesgadener Land angeschlossen.

## Religion
2011 waren in Ramsau bei Berchtesgaden von insgesamt 1727 Einwohnern 96 evangelisch (ein Rückgang von 28,4 % zu 1987) und 1445 römisch-katholisch (ein Rückgang von 5,3 % zu 1987), die Religionszugehörigkeit der restlichen 186 Einwohner wurde nicht aufgeschlüsselt. Bislang wird in den Statistiken der Volkszählungen neben „römisch-katholisch“ und „evangelisch-lutherisch“ lediglich noch die Zahl der „Ausländer“ angegeben – hier mit 90 (ein Zuwachs um 73,1 % zu 1987) von den nicht konkret aufgeschlüsselten 186 Einwohnern. Von Angehörigen anderer Religionsgemeinschaften und ihren etwaigen Versammlungsräumen liegen für Ramsau keine Angaben vor. (→ siehe zu den diesbezüglich gemachten Angaben im Zensus 2011 u. a. auch die sie einschränkenden bzw. kritisierenden Abschnitte: Haushaltebefragung, Fragen zur Religion und Wissenschaftliche Kontrolle.)
Seit dem 13. Jahrhundert eine Filiale der Pfarrei Berchtesgaden, residierte in Ramsau ab 1657 bei der Kirche St. Sebastian ein Chorherr als Vikar, dem 1659 ein Pfarrhof eingerichtet wurde. 1812 wurde für das Gebiet der Gemeinde Ramsau eine eigenständige römisch-katholische Pfarrei begründet und die Kirche St. Sebastian zur Pfarrkirche. Über mehrere Jahre waren die seelsorgerische Betreuung und die Verwaltung der Pfarrei Ramsau bei Berchtesgaden dem Dekan des Dekanats Berchtesgaden als Pfarradministrator übertragen worden. Seit 2013 hat die Pfarrei wieder einen eigenen Pfarrer, der zugleich Pfarradministrator der Pfarrei Unterstein (Schönau am Königssee) ist. Mit dieser Pfarradministration hat auch der Strukturplan 2020 der Erzdiözese München und Freising hinsichtlich eines Pfarrverbandes der Pfarrgemeinden Ramsau und Unterstein bereits eine erste praktische Umsetzung gefunden, die 2016 durch die Begründung des Pfarrverbandes Ramsau Unterstein den nächsten Schritt erfahren hat.
Das Gebiet der politischen Gemeinde Ramsau bildet zusammen mit Schönau am Königssee den 2. Sprengel der Evangelisch-Lutherischen Kirchengemeinde Berchtesgaden und verfügt mit der 1958 geweihten Kirche Zum Guten Hirten über ein eigenes evangelisches Gotteshaus.

## Politik

### Gemeinderat
Der Gemeinderat setzt sich aus 12 Gemeinderäten und dem ersten Bürgermeister zusammen.
Bei der Kommunalwahl am 15. März 2020 ergab sich folgende Sitzverteilung im Gemeinderat:
- CSU: 7 Sitze (61,6 %)
- FWG/Grüne: 5 Sitze (38,4 %).

Die Wahlbeteiligung betrug 68,48 %.

### Bürgermeister
| ab     | Bürgermeister      | Partei / Fraktion      |
| ------ | ------------------ | ---------------------- |
| 1945 1 | Karl Dieterich     | –                      |
| 1945   | Karl Graßl         | CSU                    |
| 1972   | Georg Graßl        | CSU                    |
| 1984   | Hans Flunk         | FWG Ramsauer Wahlblock |
| 1996   | Hans Datzmann      | CSU                    |
| 2008   | Herbert Gschoßmann | CSU                    |

Ehrenamtlicher Erster Bürgermeister ist Herbert Gschoßmann (CSU). Er ist seit 1. Mai 2008 im Amt und ist zudem Mitglied des Kreistages des Landkreises Berchtesgadener Land.

### Gemeindepartnerschaften
Die Gemeinde pflegt seit dem Jahr 2000 eine Partnerschaft mit der slowenischen Gemeinde Bohinj. Anknüpfungspunkt sind Gemeinsamkeiten wie die Lage in einem Nationalpark und die Erstbesteigung des in Ramsau gelegenen Watzmanns im Jahr 1800 durch den Slowenen Valentin Stanič.

### Wahlkreise
Ramsau bei Berchtesgaden gehört zum Bundestagswahlkreis Traunstein und zum Stimmkreis Berchtesgadener Land für Landtags- und Bezirkstagswahlen.

### Wappen
| Wappen Gde. Ramsau bei Berchtesgaden | Blasonierung: „In Blau der heilige Vinzenz in silberner, mit goldenen Fransen besetzter Dalmatik über rotem Untergewand, in der Rechten ein Merschl, in der Linken ein Griesbeil haltend.“ |
| Wappen Gde. Ramsau bei Berchtesgaden | Wappenbegründung: Die Werkzeuge („Merschl“: langstieliges Beil, „Griesbeil“: Sapie) in der Hand des Vinzenz von Saragossa weisen darauf hin, dass er als Patron der Holzknechte verehrt wird. Neben der Landwirtschaft bildete früher der Holzeinschlag zur Versorgung der Saline Berchtesgaden die nahezu einige Erwerbsquelle für die Bewohner Ramsaus. Das Wappen wurde 1953 auf der Rechtsgrundlage eines Beschlusses des Gemeinderats und mit Zustimmung des Staatsministeriums des Innern eingeführt. (Die Ministerialentschließungen datieren vom 17. Juli 1953 und vom 16. Oktober 1953.) |

## Kultur und Sehenswürdigkeiten

### Naturschönheiten
Westlich des Zentrums von Ramsau liegt der Hintersee, den man auch auf einem Weg durch den so genannten Zauberwald erreichen kann. Der Zauberwald ist ein Geotop mit Bergsturztrümmern zwischen den Bäumen, dem eine sich im Namen widerspiegelnde, romantische Atmosphäre nachgesagt wird.
Der Soleleitungsweg zwischen dem Brunnhaus Söldenköpfl und der Schwarzbachwacht wurde ursprünglich als Trasse der Soleleitung von Berchtesgaden nach Bad Reichenhall angelegt und ist nahezu durchgängig eben. An einem Südhang auf einer Höhe von ca. 900 m gelegen, bietet er einen Panoramablick ins Ramsauer Tal und zu den gegenüberliegenden Gebirgsstöcken, wie Watzmann, Hochkalter und Reiteralpe.
Die Hindenburglinde steht an der Deutschen Ferienroute Alpen-Ostsee (Bundesstraße 305), oberhalb des Tals der Ramsauer Ache. Der Brusthöhenumfang hat im Jahr 2015 10,90 m betragen.
Der Nationalpark Berchtesgaden, der einzige Alpen-Nationalpark Deutschlands, liegt mit der Wimbachklamm und dem Wimbachtal zu großen Teilen auf Ramsauer Gemeindegebiet. Am Eingang des Klausbachtals dient das dorthin versetzte historische Klausbachhaus als Nationalpark-Informationsstelle und bildet den Startpunkt für Wanderungen und Exkursionen.

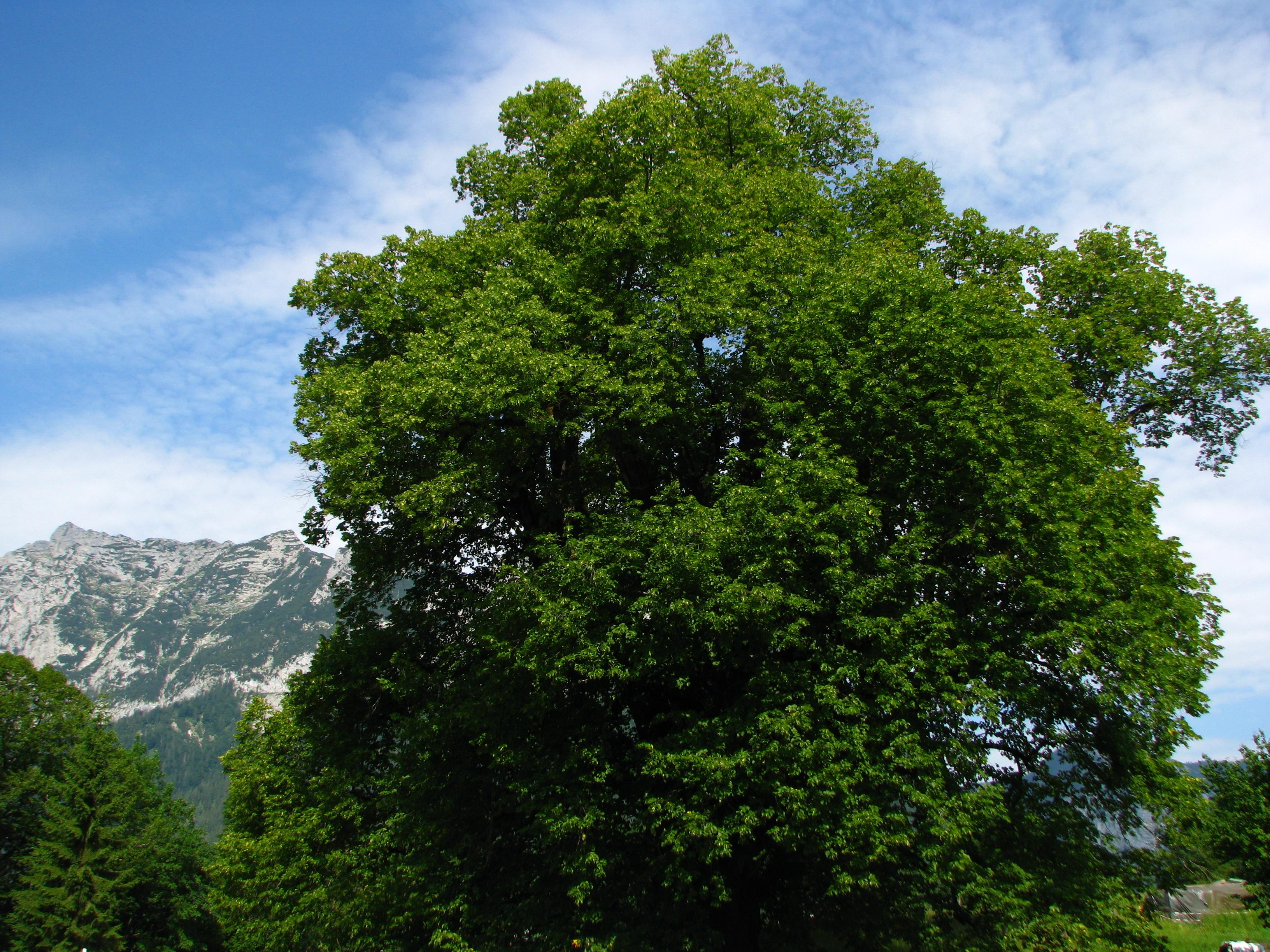
Hindenburglinde
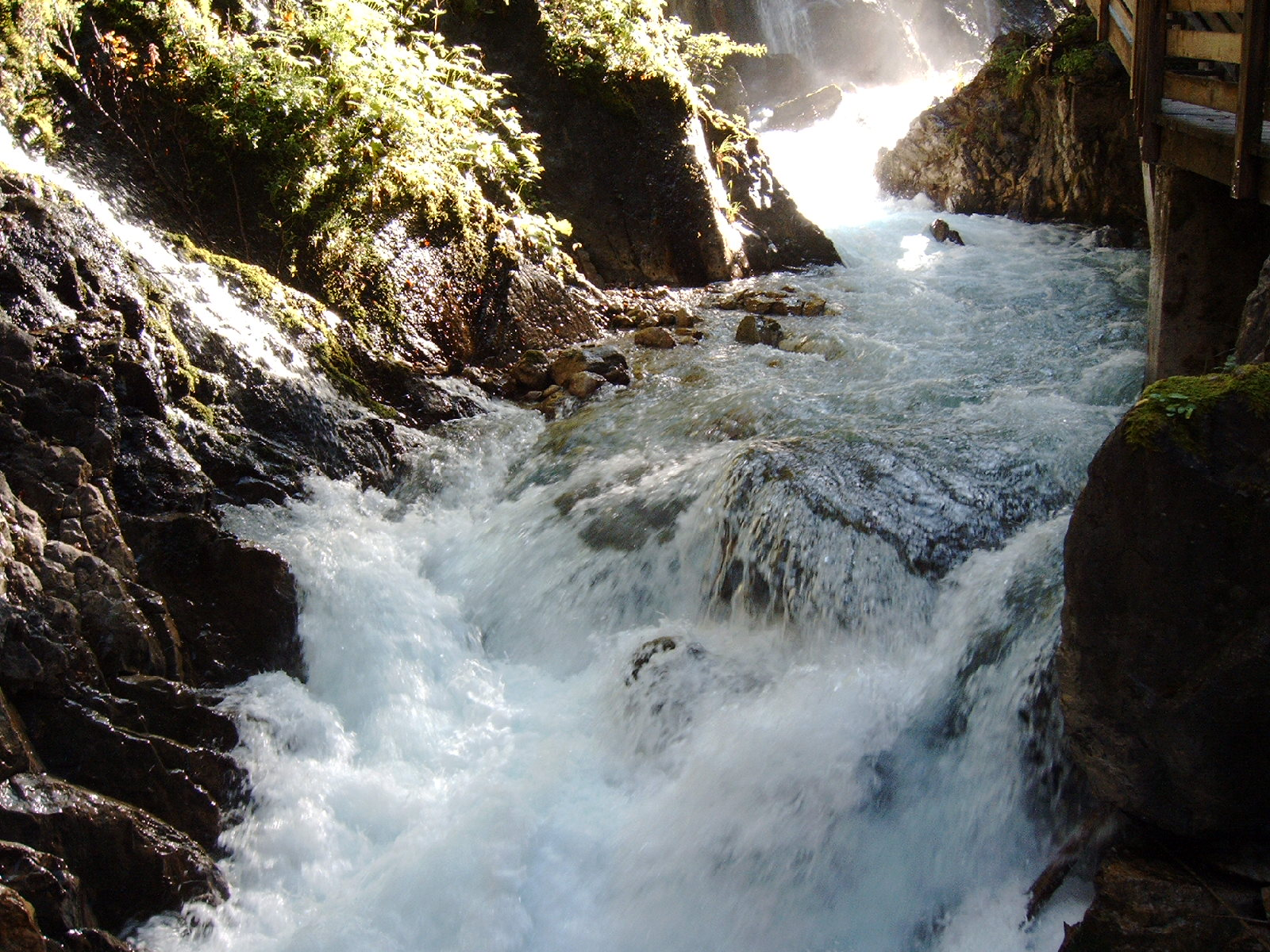
Wimbachklamm

### Kulturelle Traditionen

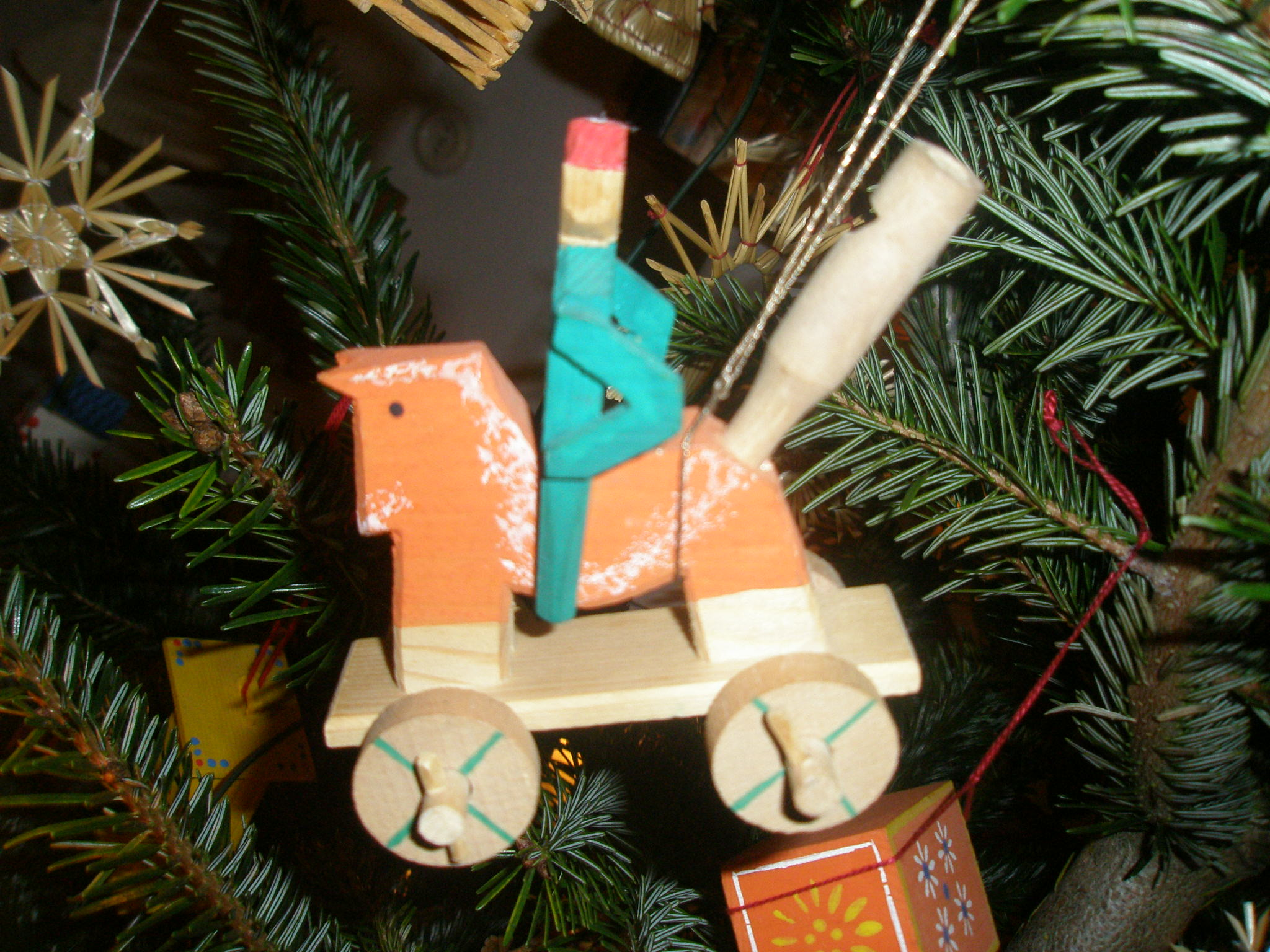
Arschpfeifenrössl als Christbaumschmuck

Da Ramsau trotz der zwischen 1803 und 1809 angelegten Straßenverbindung vom Hirschbichl in den Pinzgau noch bis in die 1930er „eine vom Berchtesgadener Talkessel abgesonderte Welt für sich“ war, hatte sich unter den Einwohnern eine eigene, vom „Berchtesgadnerischen“ abweichende Mundart entwickelt.
Die traditionelle alpenländisch-bayerische Kultur wird in Ramsau z. B. durch die Ramsauer Sänger als überregional bekannte Volksmusikanten und den Gebirgstrachtenerhaltungsverein „D' Achentaler“ mit der Berchtesgadener Tracht gepflegt.
Nach den Berchtesgadener Weihnachtsschützen (1874) hat sich am 26. Januar 1908 auch der Weihnachtsschützenverein Ramsau gegründet und sich 1925 mit den anderen Weihnachtsschützenvereinen der Nachbarorte zu den Vereinigten Weihnachtsschützen des Berchtesgadener Landes zusammengeschlossen.
Die Musikkapelle Ramsau besteht seit 1909 und spielt zu allen gemeindlichen und kirchlichen Fest- und Feiertagen.
Eine bis ins 16. Jahrhundert reichende und nur noch in der Ramsau ausgeübte kunsthandwerkliche Tradition ist das Schnitzen von Arschpfeifenrössl als Berchtesgadener War.

### Bauwerke

#### Profangebäude
Der Gasthof Oberwirt bildet neben der bekannten Kirche das Ortszentrum.
Der Gasthof Auzinger ist ein traditionsreicher, denkmalgeschützter Gasthof nahe dem Hintersee. Im 19. Jahrhundert war es zusammen mit seinen Vorgängerbauten und deren Wirten Herberge und Anlaufstelle von Künstlern einer am Hintersee etablierten Malerkolonie.
Das in Klausbachhaus umbenannte Bauernhaus aus dem Jahr 1757 wurde Anfang der 1990er vom Laroslehen in der Unterau in die Ramsau transloziert und war dort 1995 bis auf eine Abweichung nach seinem historischen Vorbild wiederhergestellt. Es dient seither als Informationsstelle des Nationalparks Berchtesgaden.
Daneben gibt es in Ramsau noch einige weitgehend im Originalzustand erhaltene Bergbauernhöfe, Almkaser und Wirtshäuser.

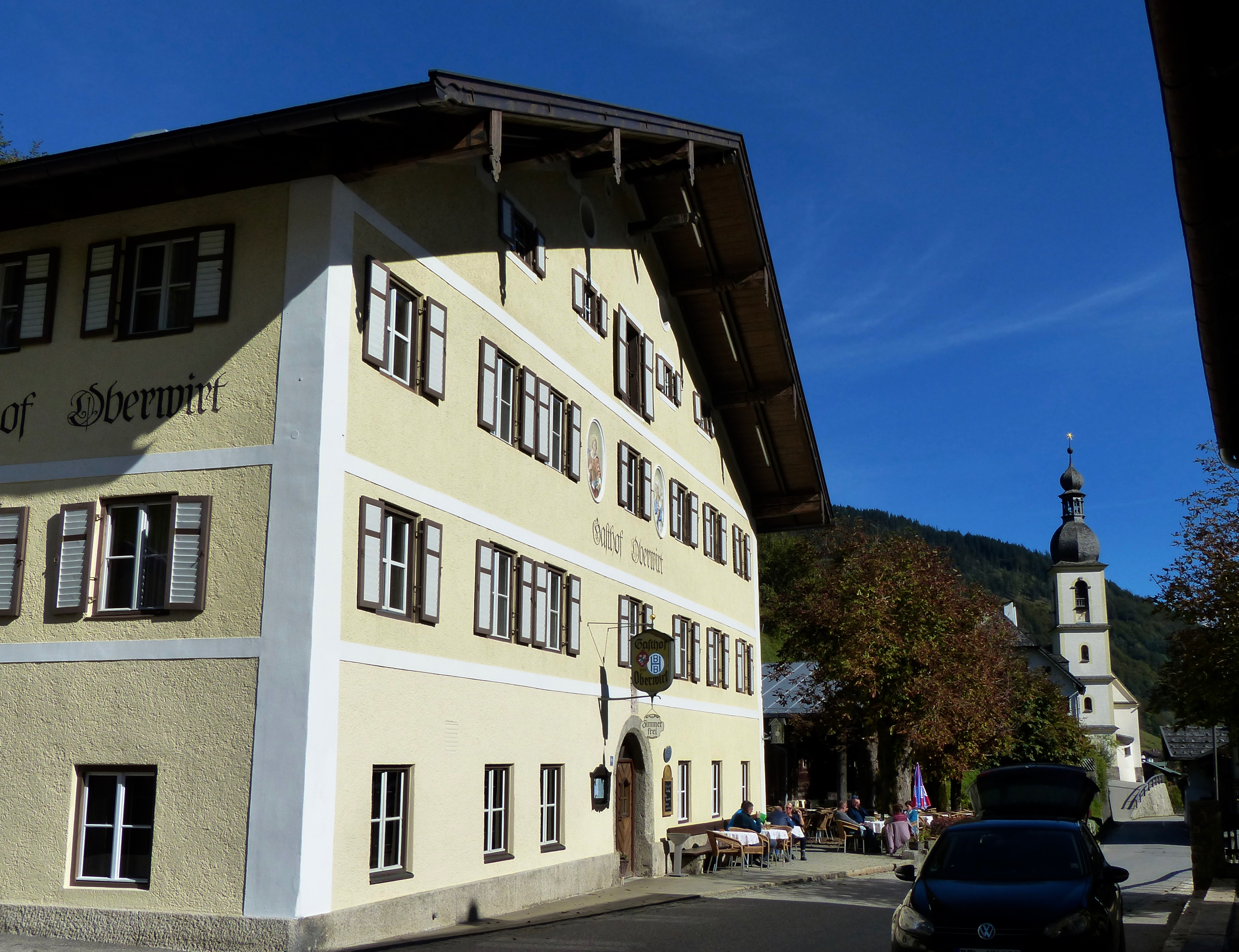
Gasthof Oberwirt mit der Kirche St. Sebastian im Hintergrund
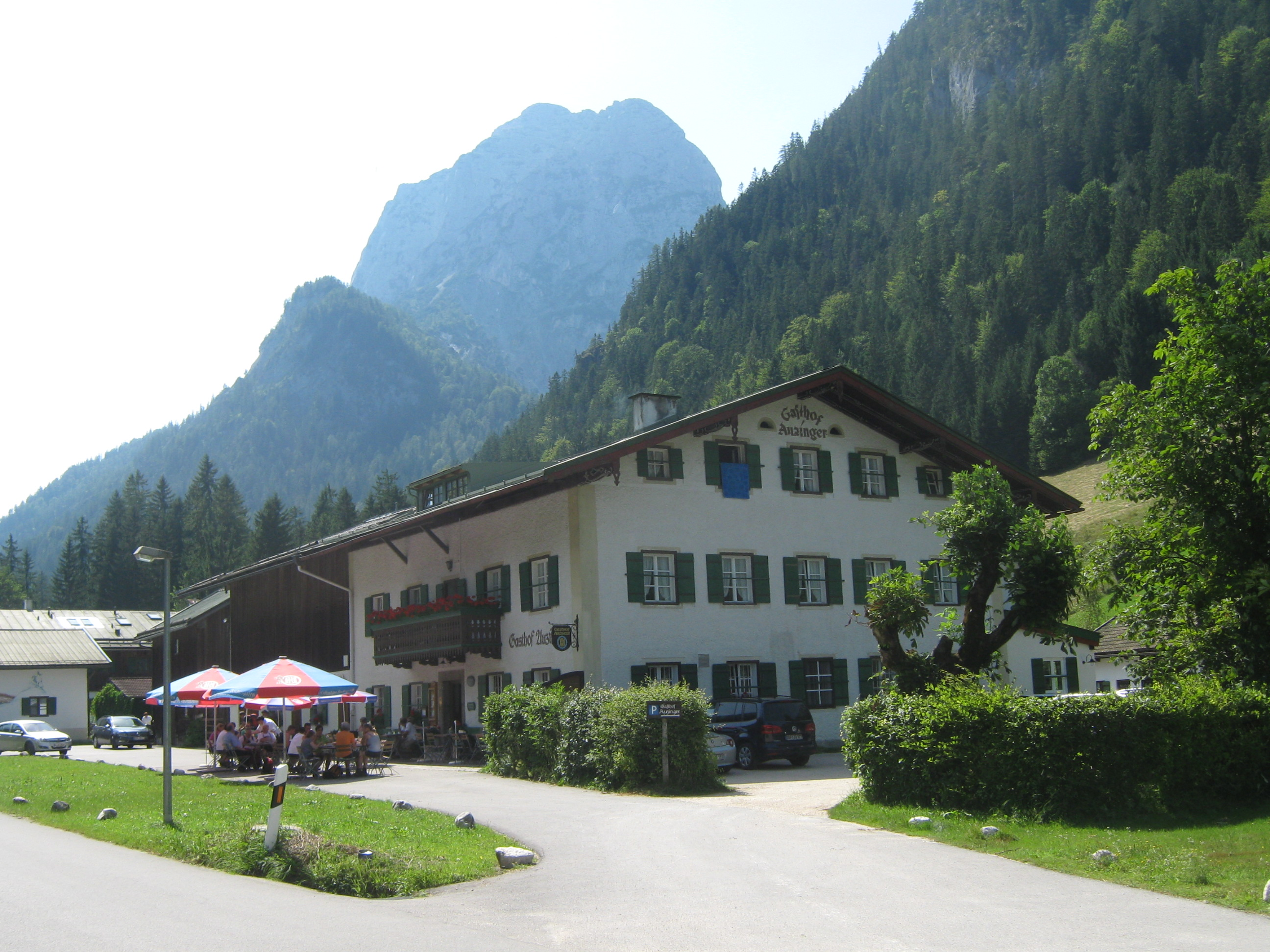
Gasthof Auzinger von Osten gegen die Reiteralpe
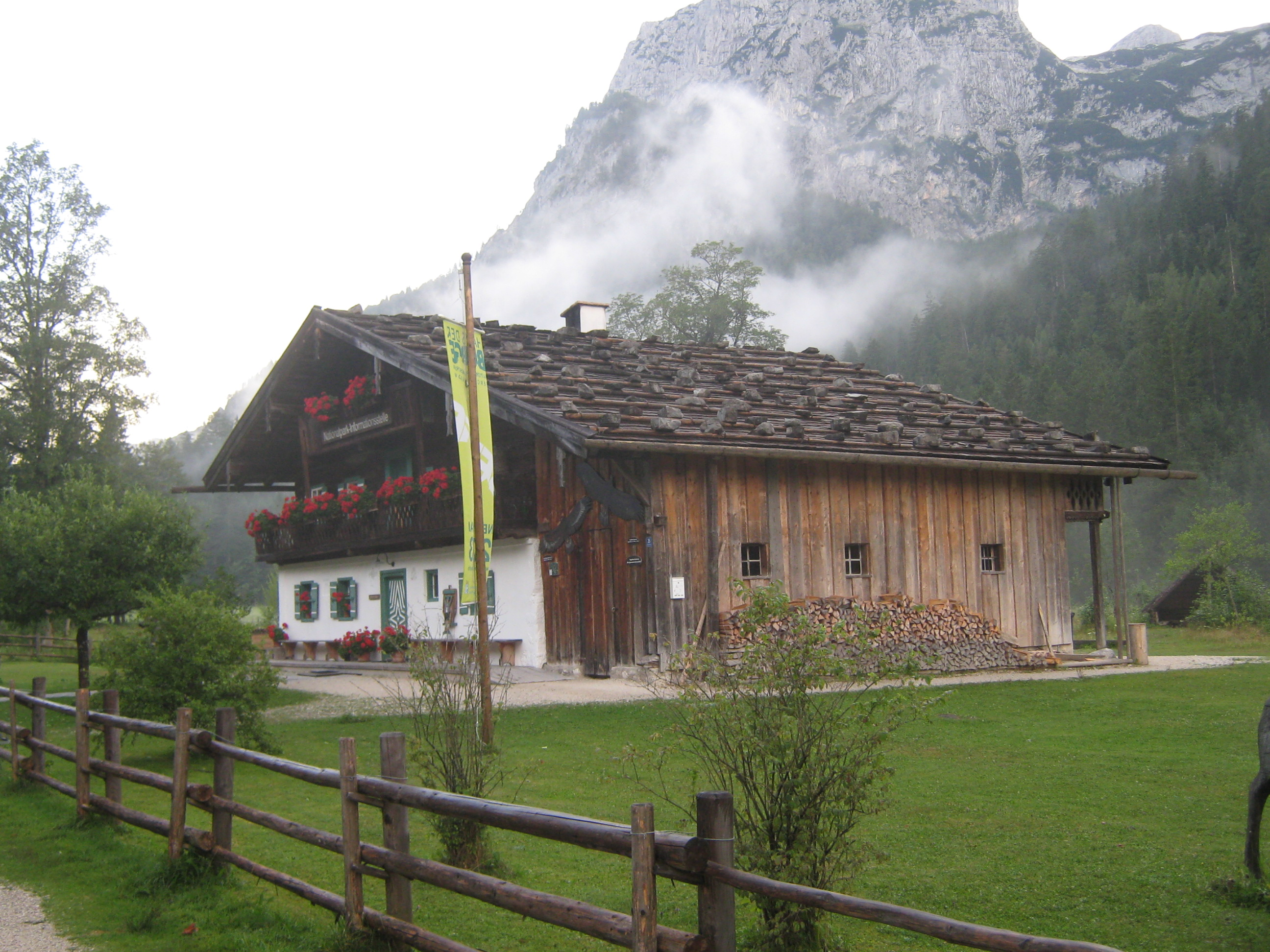
Das transferierte Laroslehen heute Nationalparkinfostelle Klausbachhaus

#### Sakralgebäude

##### Evangelisch-lutherisch
Die Kirche Zum Guten Hirten wurde am 27. Juli 1958 eingeweiht und gehört zur evangelisch-lutherischen Kirchengemeinde Berchtesgaden.

##### Römisch-katholisch
Die Kirche St. Sebastian wurde 1512 erbaut, seither mehrfach erweitert und 1812 zur Pfarrkirche von Ramsau. Sie erlangte als bereits von zahlreichen Malern des 19. Jahrhunderts wie später auch auf Post- und Weihnachtskarten genutztes Bildmotiv große Bekanntheit.
Die Wallfahrtskirche Maria Himmelfahrt (auch bekannt als Maria Kunterweg) wurde 1733 fertig gestellt und gilt als eines der originellsten Werke des bayerischen Rokoko.

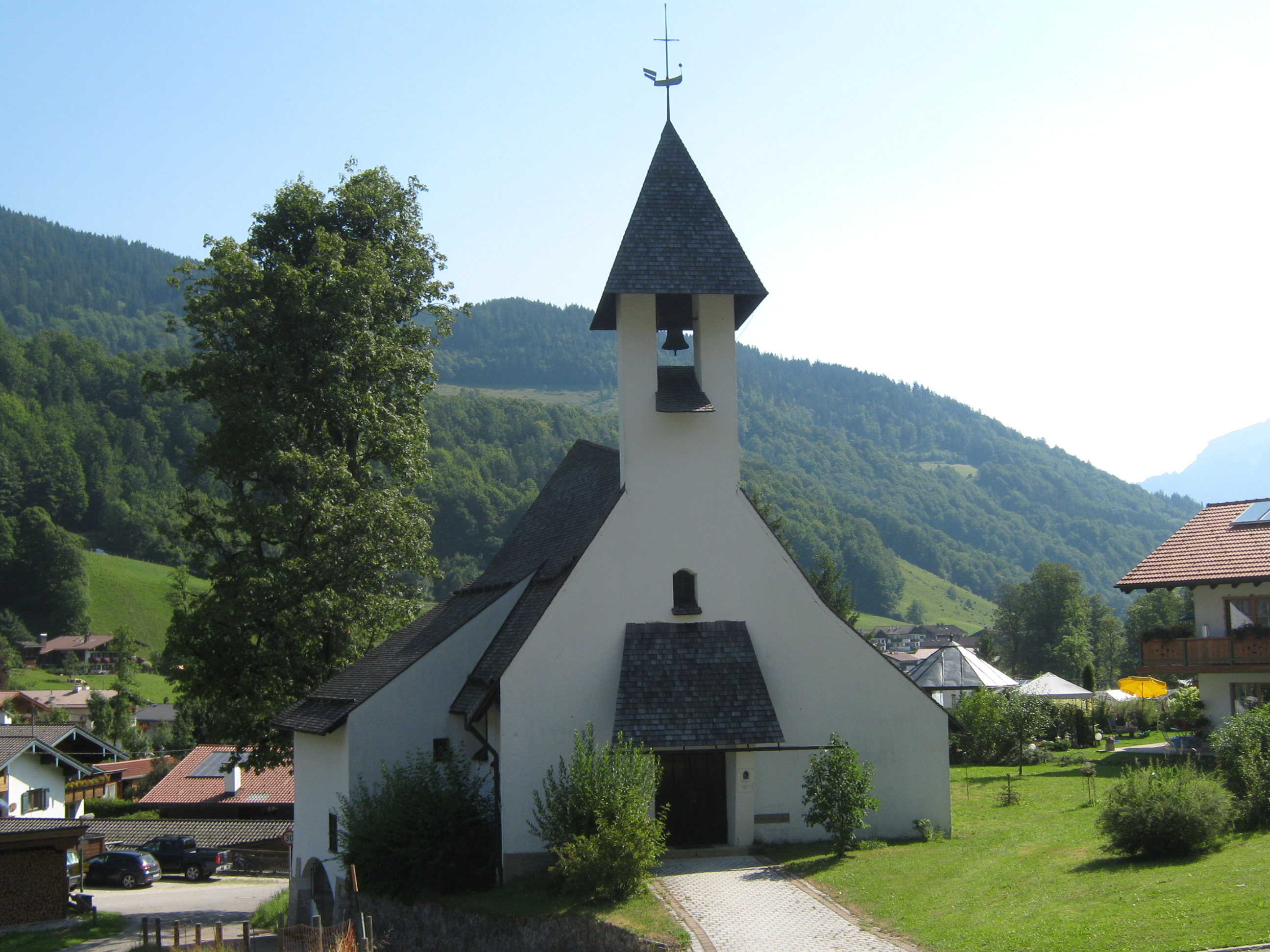
Kirche Zum Guten Hirten
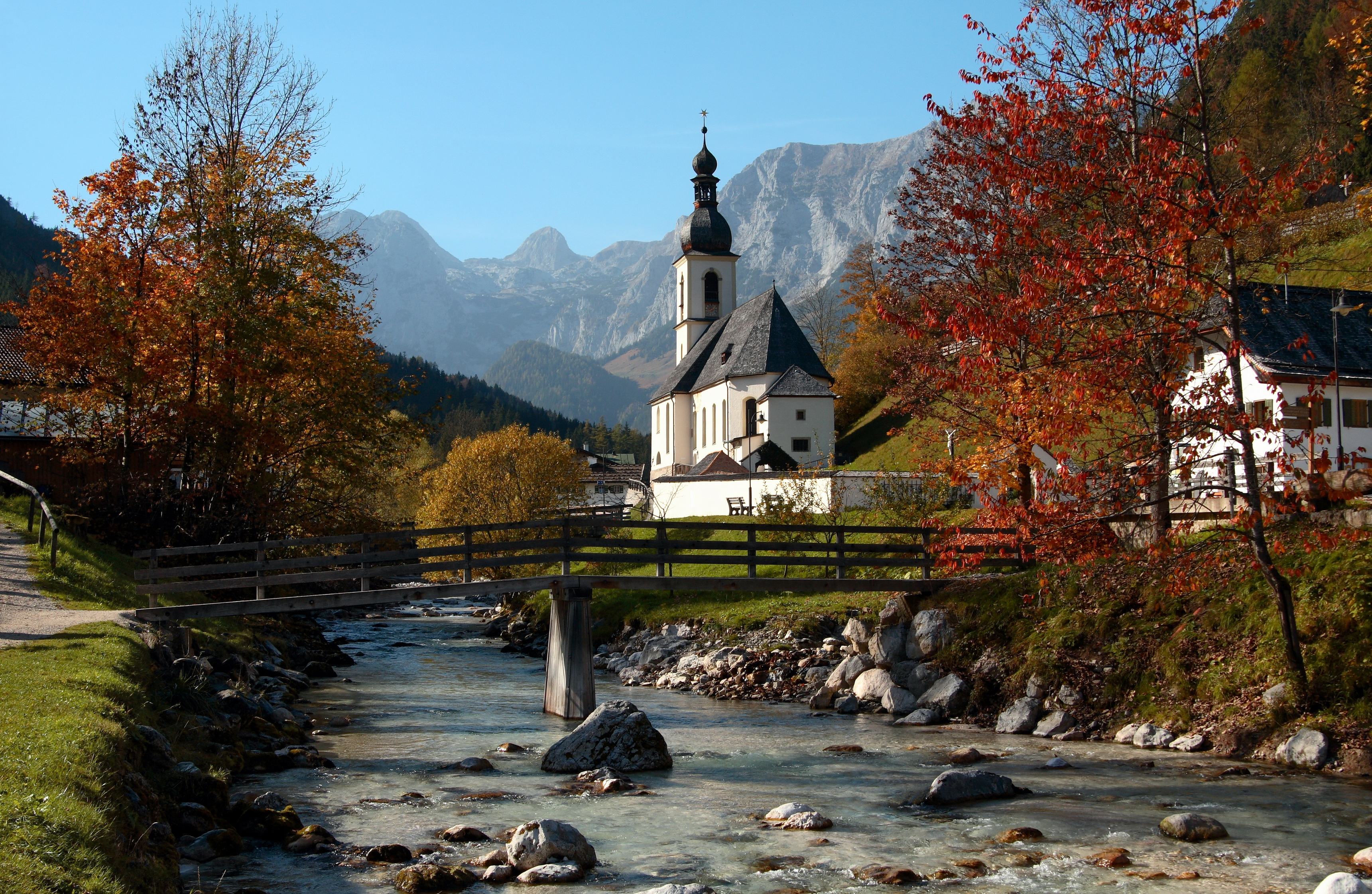
Pfarrkirche St. Sebastian vom Malerwinkel aus mit Reiteralpe
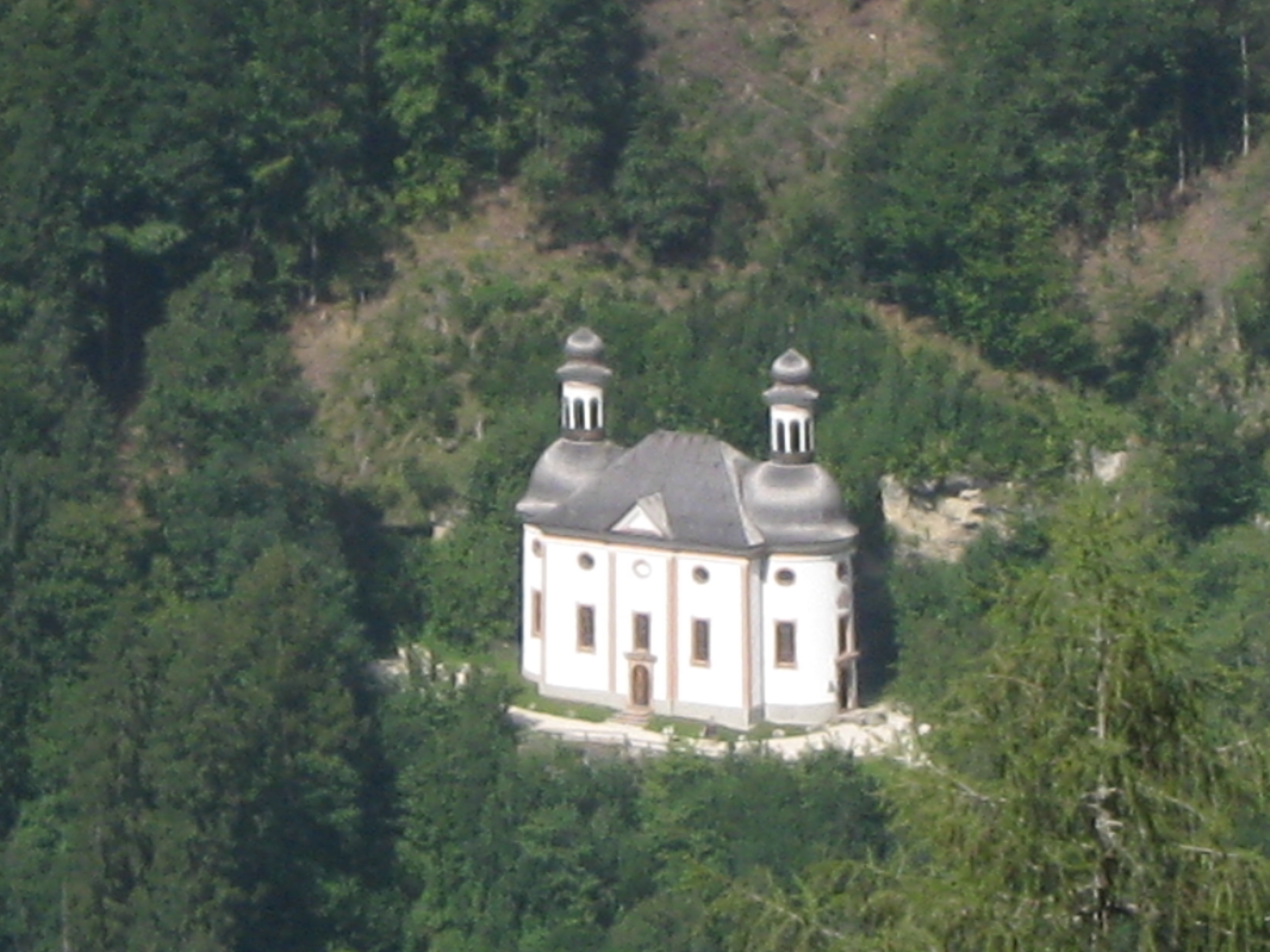
Wallfahrtskirche Maria Himmelfahrt vom Wanderweg 485 im Süden aus gesehen

### Landschaftsmalerei
Im 19. Jahrhundert hatte sich ab den 1830ern am Hintersee eine bekannte Malerkolonie vor allem aus Vertretern der Münchner und Wiener Schule entwickelt, unter anderem Wilhelm Busch, Carl Rottmann, Ludwig Richter, Carl Schuch, Karl Hagemeister, Thomas Fearnley, Friedrich Gauermann, Ferdinand Waldmüller und Frederik Christian Kiærskou (1805–1891). Unter ihnen hat dann u. a. Carl Rottmann auch den See selbst zum Bildmotiv erhoben. Vielen von ihnen dienten der Gasthof Auzinger und seine Vorgängerwirtschaft Hint. See Wirth als Treffpunkt und Herberge.
Die Pfarrkirche St. Sebastian wurde von Malern wie Wilhelm Bendz, Thomas Fearnley, Ferdinand Laufberger, Wilhelm Busch, Ferdinand Runk, Otto Pippel und Will Klinger-Franken auf Skizzen, Zeichnungen und Gemälden festgehalten. Während jedoch zum Beispiel Fearnley (1830) und Loos (1836) noch die Perspektive vom Westen her bzw. vom damaligen Dorfkern beim Gasthof Oberwirt in Richtung Kirche mit dem Göll im Hintergrund wählten, wechselte gegen Ende des 19. Jahrhunderts der Blickwinkel in die entgegengesetzte Richtung, und der heute Malerwinkel genannte Standpunkt mit Ramsauer Ache und Ertlsteg im Vordergrund sowie der Reiter Alpe im Hintergrund setzte sich durch. Zudem dient sie noch heute als zentrales Bildmotiv auf Foto- und Ansichtskarten und findet auch auf einem Puzzle Verbreitung.
Zu Beginn des 20. Jahrhunderts hat sich der gebürtige Ramsauer Konrad Westermayr (1883–1917) als Maler des Spätimpressionismus auch mit seinem Heimatort in Gemälden auseinandergesetzt.
Anlässlich des 500-jährigen Bestehens der Pfarrkirche St. Sebastian richtete innerhalb des Landkreises Berchtesgadener Land als erste Gemeinde die Ramsau als offizieller Veranstalter das „I. Offene ExTempore für Bildkunst im Berchtesgadener Land“ aus. Allein in der Erwachsenen-Kategorie hatten sich weit über 100 Künstler aus dem In- und Ausland für den freien Wettbewerb angemeldet. Vom 21. bis 24. Juni 2012 sind im Rahmen dieses offenen, für jeden zugänglichen Kunst-Symposiums neue Bildwerke zum Thema „Zauber-Wald“ sowie zu einem Landschaftsmotiv aus der Umgebung entstanden. Diese vor Ort entstandenen Extempore-Arbeiten wurden anschließend im Klausbachhaus ausgestellt und dort auch prämiert. Nach einer zweiten Veranstaltung dieser Art 2013 in Berchtesgaden wurde das „III. Offene ExTempore für Bildkunst im Berchtesgadener Land“ vom 29. Mai bis 1. Juni 2014 erneut in der Ramsau ausgerichtet.

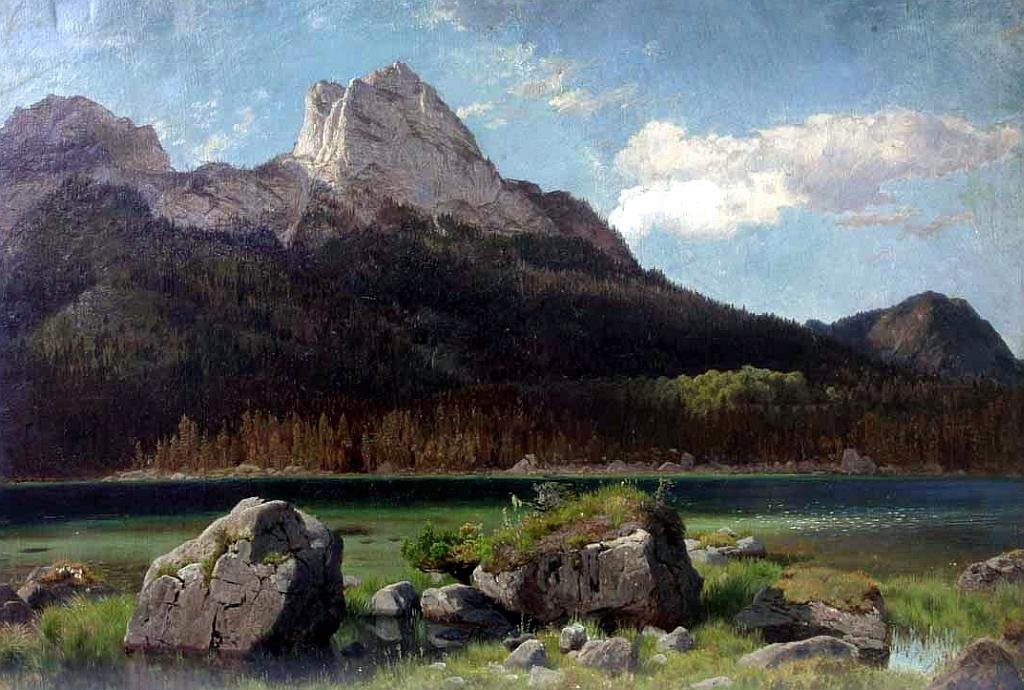
Johann Wilhelm Schirmer: Der Hintersee bei Berchtesgaden (1838)
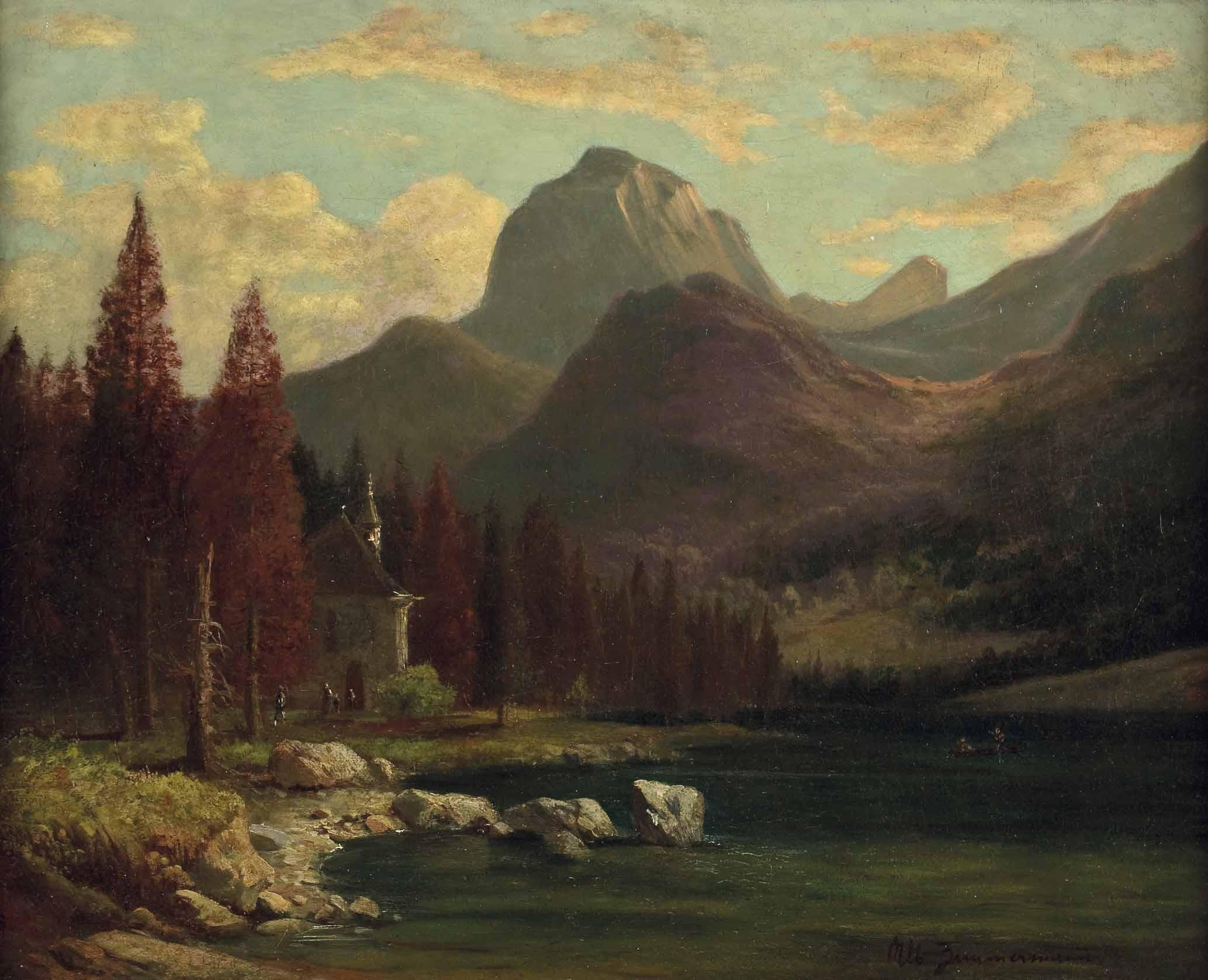
Albert Zimmermann: Kapelle am Hintersee bei Berchtesgaden (1888)
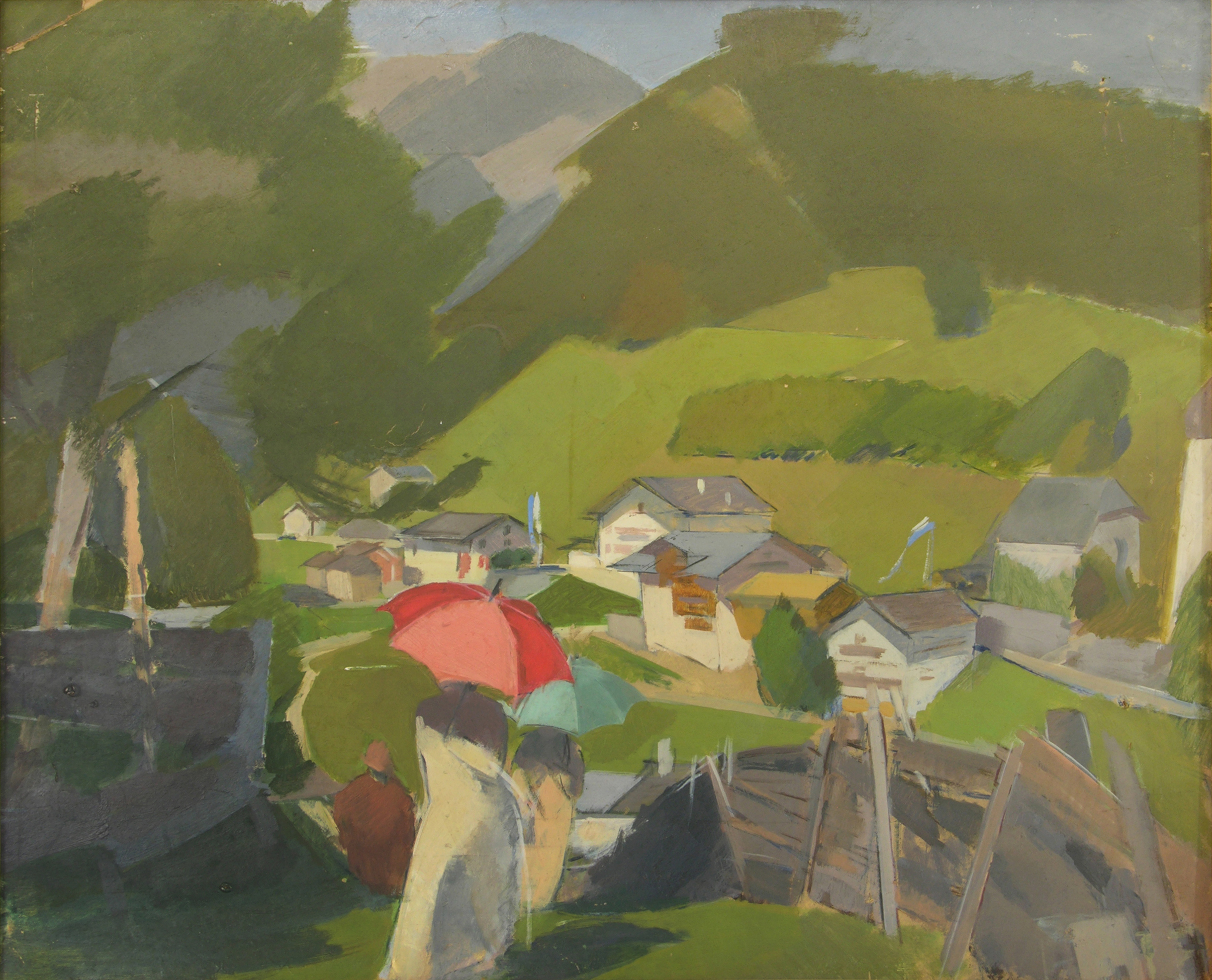
Konrad Westermayr: Ramsau, zwei Damen mit Sonnenschirm (1911) Blick etwa vom Riesenbichl in Richtung Dorfmitte Ramsaus mit Kunterwegkogel und Teilen der Reiteralpe.

### Filmkulisse
Folgende Filme/Serien wurden (teilweise) in Ramsau gedreht:
- 1929 Wildschütz Jennerwein – Herzen in Not[81]
- 1930: Glühende Berge, brennende Herzen
- 1931: Von Berchtesgaden in die Ramsau
- 1936: Prinzessin Dagmar
- 1938: Die Pfingstorgel
- 1949: Die seltsame Geschichte des Brandner Kaspar
- 1952: Zwei Menschen
- 1952: Des Teufels Erbe
- 1956: Die Geierwally
- 2001: Tierarzt Dr. Engel
- 2006: Das Geheimnis des Königssees
- 2007: Zwei Herzen und ein Edelweiß
- 2008: Dokumentation über Romy Schneider
- 2014: Die Tote aus der Schlucht
- 2015: Lena Lorenz ZDF-Zweiteiler

### Theater
Im Sommer 2010 wurde Die Martinsklause von Ludwig Ganghofer im Rahmen bislang einmaliger Nationalpark-Festspiele als Freilichtaufführung am Hintersee inszeniert.
Seit 1991 tritt jeweils im November die örtliche Laienspielgruppe „Provisorium“ mit Einaktern und spontanen Improvisationen im Haus des Gastes auf.

### Sport und Sportvereine
Der Skiklub SK Ramsau veranstaltet Sportwettbewerbe auch außerhalb des Skisports und hat u. a. auch eine Triathlonabteilung. 2010 hat sich die Fußballabteilung vom SK Ramsau gelöst und sich als FC Ramsau e. V. neu gegründet. Der Verein spielte in der Saison 2019/2020 im Bezirk Oberbayern Inn/Salzach in der A-Klasse und C-Klasse.
Daneben gibt es noch die Königlich privilegierte Feuerschützengesellschaft Ramsau und den Motorsportclub MSC Ramsau.

### Feste
Die traditionellen Veranstaltungen sind in Ramsau bis heute stark vom kirchlichen Jahresablauf geprägt. Besonderheiten sind das Ramsauer Holzbier, der Jahrtag der Holzknechte am Rosenmontag und das Patrozinium der Pfarrkirche, der Sebastianitag am 20. Januar (Ramsauer Feiertag), an dem noch heute viele Ramsauer Unternehmen Betriebsruhe halten.

## Wirtschaft und Infrastruktur

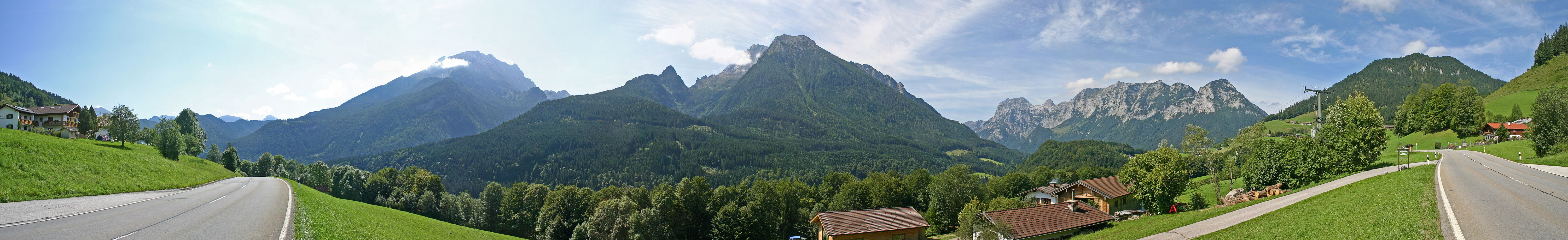
Alpenpanorama in Ramsau

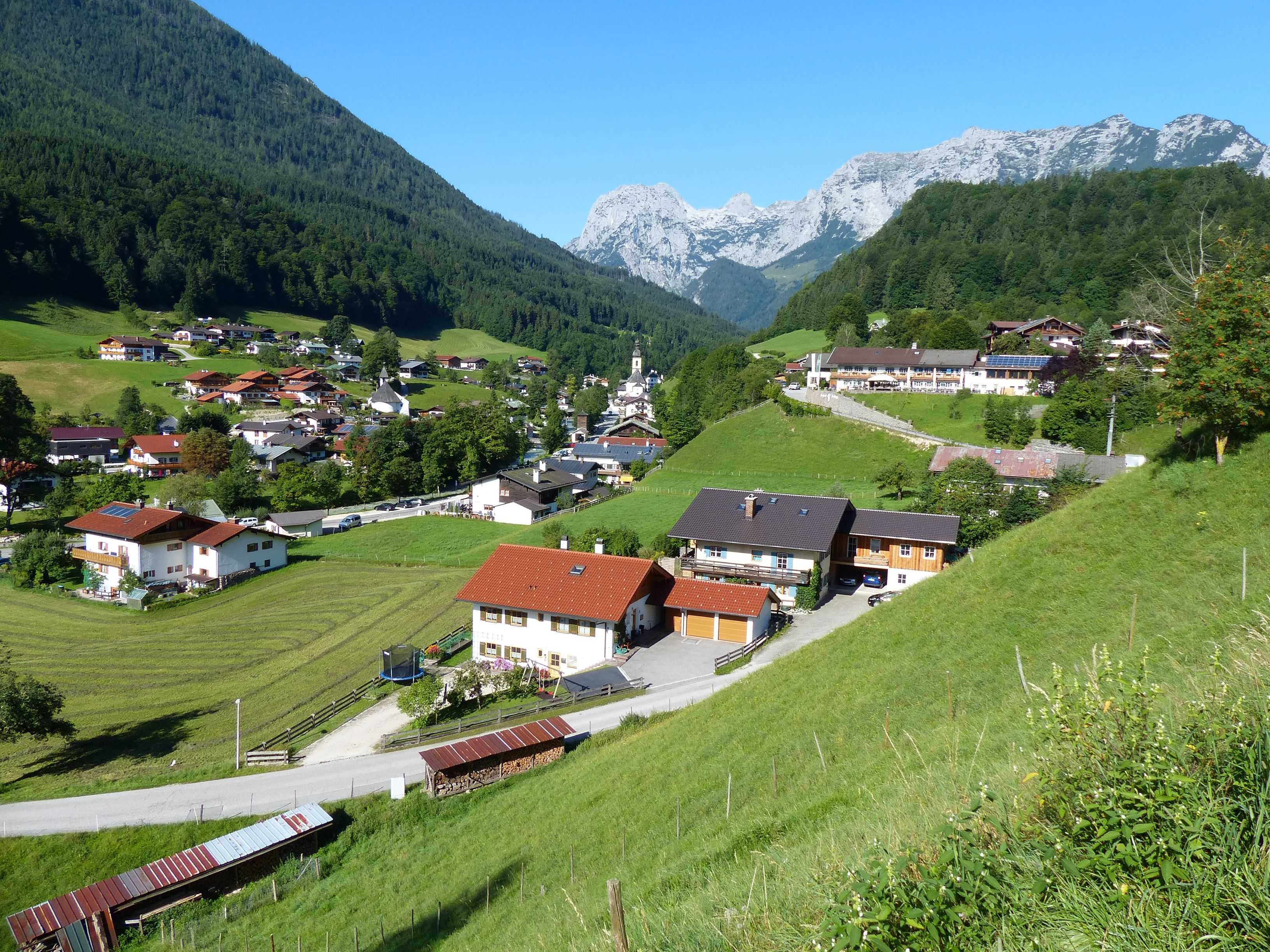
Ramsau mit Reiteralpe

### Wirtschaftsstruktur
Die wirtschaftliche Struktur der Gemeinde Ramsau war früher überwiegend von der Land- und Forstwirtschaft bestimmt, die für die Bewohner nur sehr karge Erträge abwarf. Zeitweise wurden in Ramsau in großem Ausmaß Mühlsteine aus Ramsauer Nagelfluh gewonnen.
Im 19. Jahrhundert begann ein grundlegender Strukturwandel, der den damals noch „Fremdenverkehr“ genannten Tourismus zur Existenzgrundlage vieler Einwohner machte. Für 2018 wies das Bayerische Landesamt für Statistik insgesamt 225.979 Übernachtungen in Ramsau nach, womit die Gemeinde landkreisweit bei hier 13 aufgeführten Gemeinden an vierter Stelle lag, ins Verhältnis gesetzt zur geringen Einwohnerzahl der Gemeinde waren das sogar einmal mehr die meisten Übernachtungen im Landkreis Berchtesgadener Land.
Ein deutlich über dem Landkreisdurchschnitt liegender Teil der einheimischen Bevölkerung arbeitet im Baugewerbe, das weit über den örtlichen Bedarf ausgeprägt ist. Darin besteht eine große Ähnlichkeit mit den benachbarten österreichischen Gebirgsgauen. Ergänzt wird die Wirtschaftsstruktur durch Dienstleistungs- und Handelsbetriebe überwiegend für den regionalen Bedarf. Die Landwirtschaft wird hauptsächlich im Nebenerwerb betrieben.

### Tourismus
Bereits im 19. Jahrhundert hielten sich regelmäßig Mitglieder der bayerischen Königsfamilie (Wittelsbacher) in Ramsau zur Jagd auf. In den 1870er Jahren wurde in Ramsau ein Verschönerungsverein gegründet, mit dem Ziel, den „Fremdenverkehr“ zu fördern.
Die Gemeinde gründete 1950 zusammen mit seinerzeit zehn anderen Gemeinden der Region den Fremdenverkehrsverband Berchtesgadener Land, der 2005 in Zweckverband Tourismusregion Berchtesgaden-Königssee und 2021 in Zweckverband Bergerlebnis Berchtesgaden umbenannt wurde, in dem die Gemeinde nach wie vor mit Sitz und Stimme vertreten ist.
2015 wurde der Gemeinde als erster in Deutschland vom Alpenverein das Prädikat Bergsteigerdorf zuerkannt.

### Verkehr

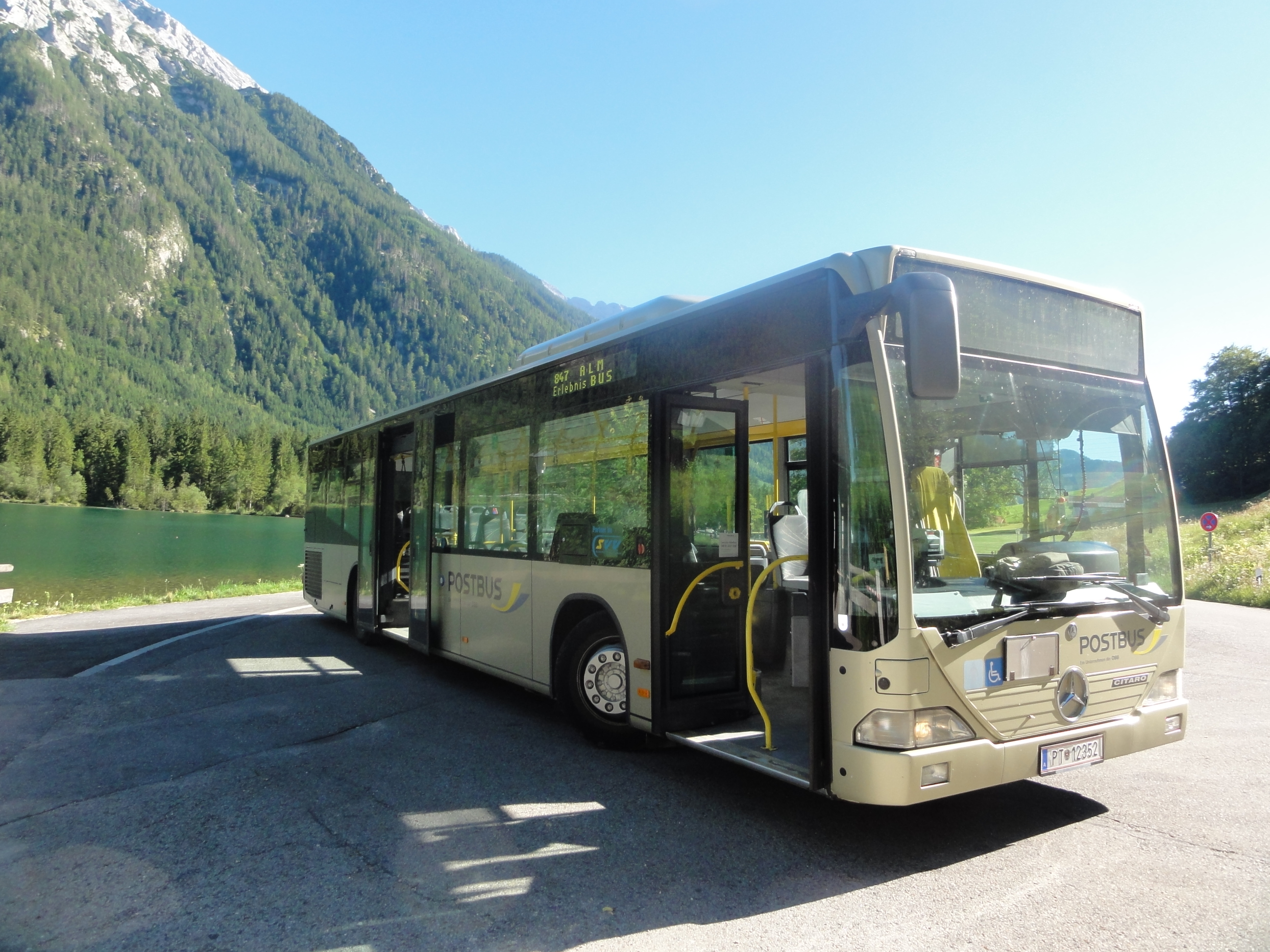
Almerlebnisbus am Hintersee

Die Hauptverkehrsader ist die Deutsche Alpenstraße B 305; sie führt von Inzell über Schneizlreuth und den Pass Wachterl in die Ramsau und von dort weiter nach Berchtesgaden. Das Dorf Ramsau und der Ortsteil Hintersee werden durch eine von der Deutschen Alpenstraße abzweigende Staatsstraße erschlossen. Eine Besonderheit der Straße nach Berchtesgaden ist das Felsentor, durch das die Bundesstraße führt.
Busse der RVO GmbH verkehren vom Hauptbahnhof Berchtesgaden (teilweise über Schönau) nach Ramsau und weiter zum Hintersee. Vom Hintersee fährt auf der für den Individualverkehr gesperrten Hirschbichlstraße im Sommer der Almerlebnisbus über die Staatsgrenze am Hirschbichl und weiter in den Pinzgau nach Weißbach bei Lofer im Salzburger Land (Österreich). Weitere Busverbindungen existieren entlang der Alpenstraße und zum Hochschwarzeck.

### Öffentliche Einrichtungen
Die Gemeinde Ramsau unterhält einen Bergkurgarten sowie einen 1973 angelegten Sportplatz und eine Turnhalle.
Der Ramsauer Friedhof wurde bereits 1658 als der Pfarrkirche St. Sebastian angelegt und das Leichenhaus (mundartlich „Leichenkammerl“ genannt) 1938 errichtet. Zwischen 1949 und 1993 kam es zu davon hangaufwärts gelegenen Erweiterungen, die als Bergfriedhof bezeichnet werden. Der Friedhof ist Eigentum der römisch-katholischen Kirchengemeinde St. Sebastian und wird auch von ihr verwaltet.

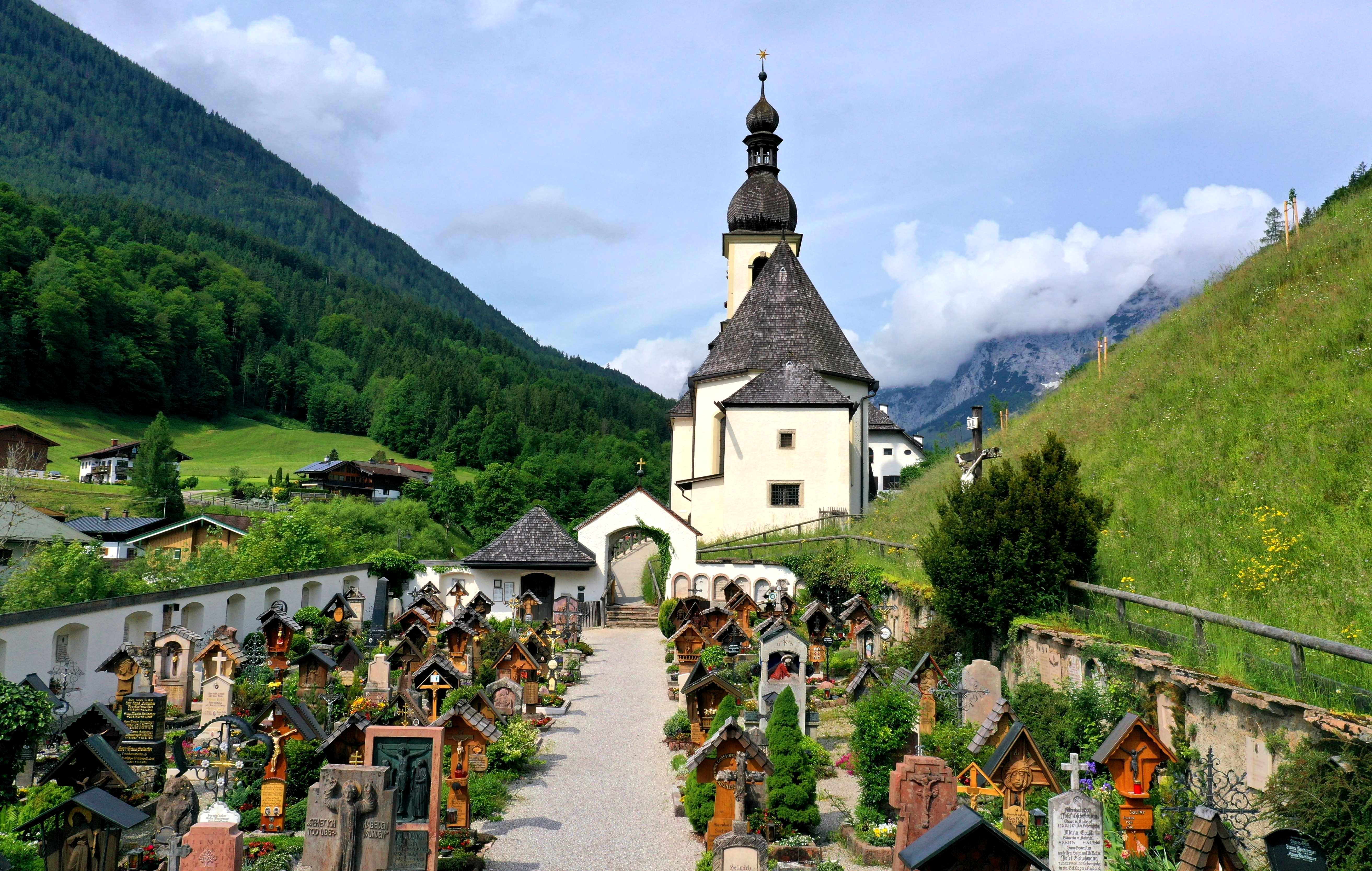
Alter Friedhof
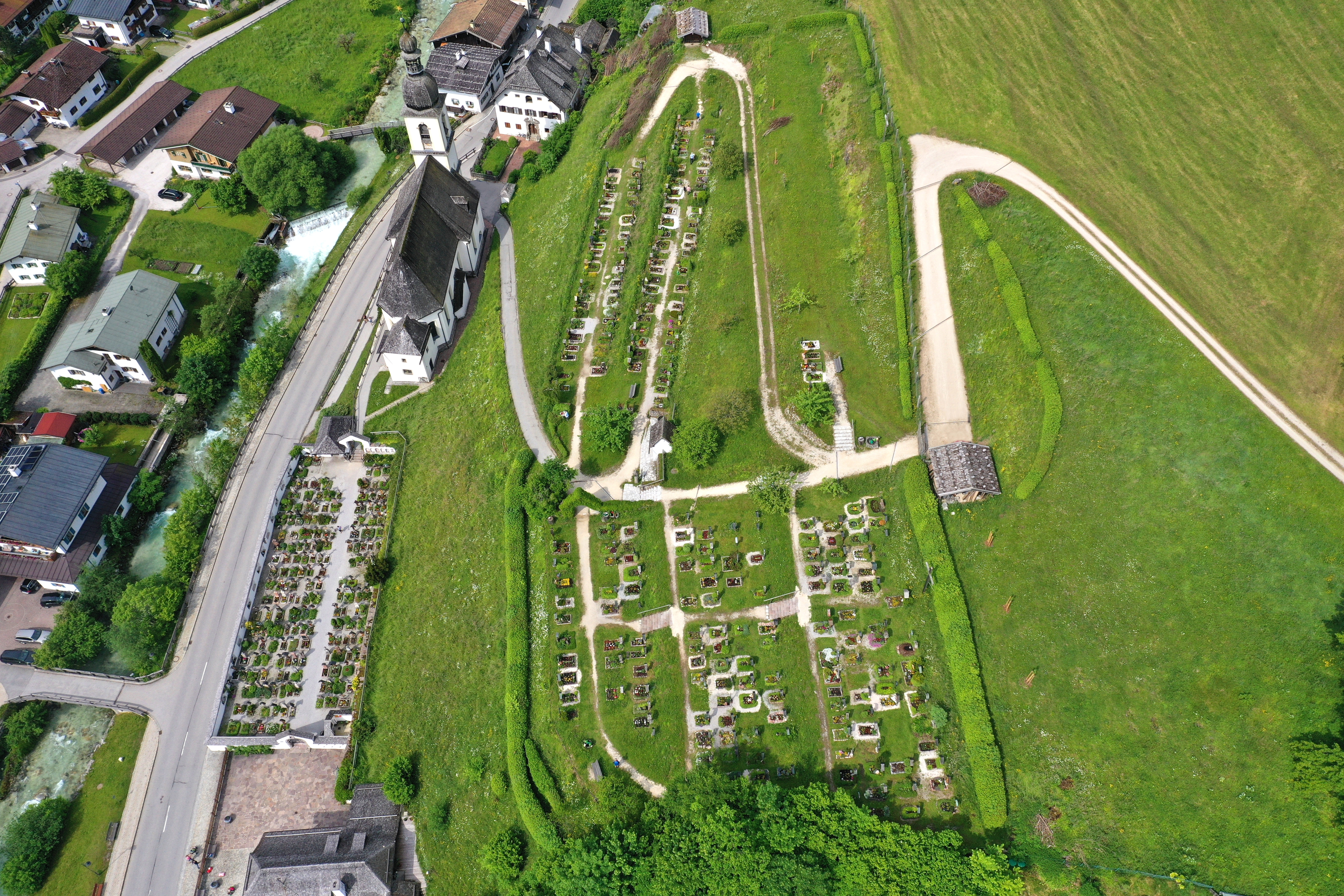
Alter Friedhof + Bergfriedhof (Draufsicht)
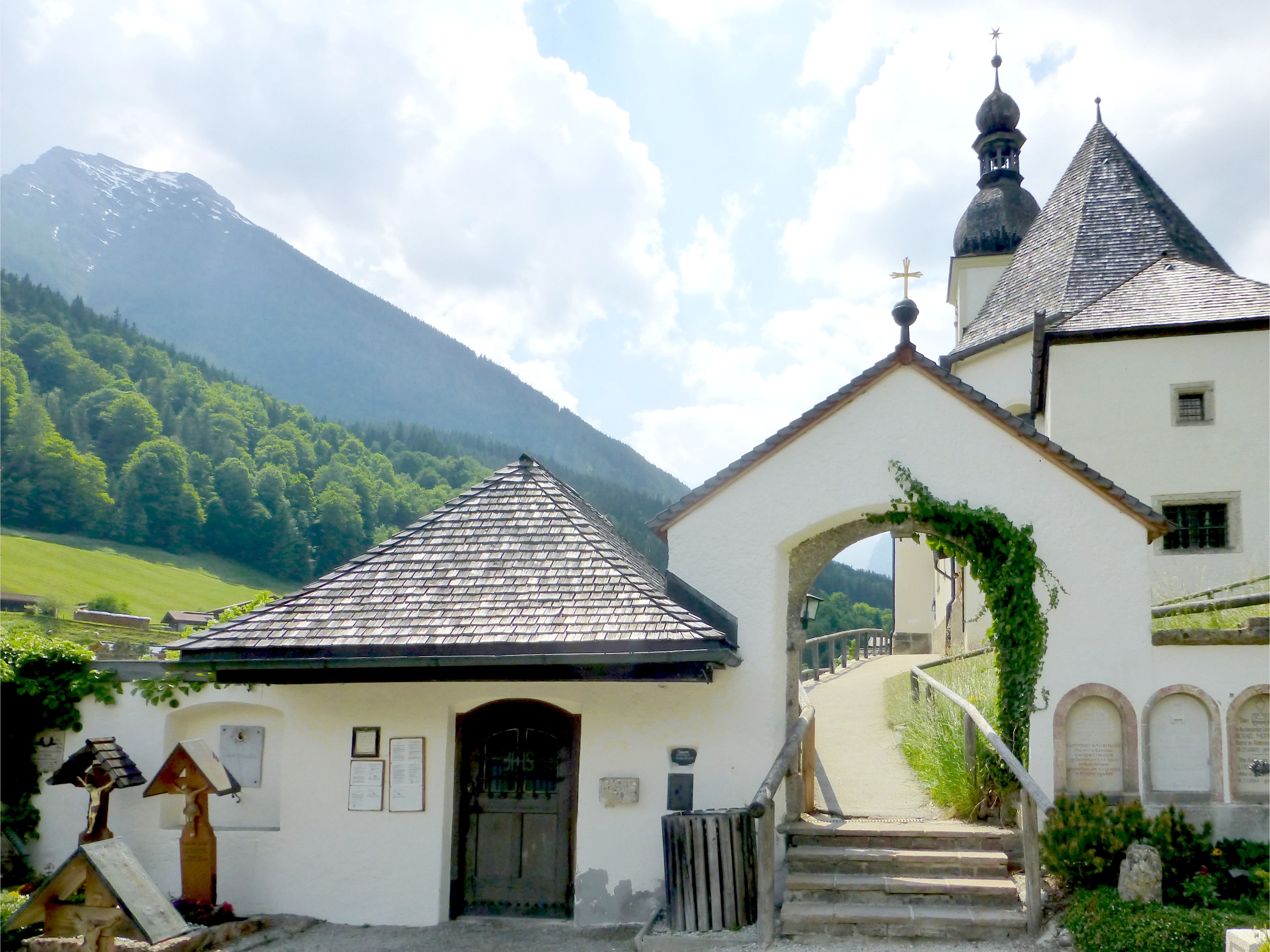
Friedhofskapelle bzw. „Leichenkammerl“ mit Eingangstür (neben Durchgang zum Friedhof links)

Ein Umsetzer zur besseren Fernsehversorgung der Ramsau wurde 1972 am Kunterwegkogel in Betrieb genommen.
Seit 1945 ist die Bergwacht Ramsau für die Bergrettung im Ramsauer Gemeindegebiet zuständig. Das Dienstgebiet umfasst Watzmann, Hochkalter mit Blaueis, Teile der Reiteralpe und des Lattengebirges sowie das Hochschwarzeck und Toter Mann. Die Bergrettungswache ist gemeinsam mit der Touristinformation im Gebäudekomplex des Rathauses untergebracht.
1874 wurde die Freiwillige Feuerwehr Ramsau gegründet. Sie gehört dem Inspektionsbereich Süd der Kreisbrandinspektion Berchtesgadener Land an. 1980/81 wurden am alten Gemeindehaus das Feuerwehrhaus nebst Wohnungen errichtet.
Für Jugendliche in Ramsau ermöglicht der private Jugend-Treff.5 Förderverein e. V. einen betreuten Treffpunkt.
Ramsau nutzt und finanziert wie die Gemeinden Bischofswiesen und Schönau am Königssee die Kläranlage des Marktes Berchtesgaden und finanziert auch wie die vorgenannten Gemeinden und Marktschellenberg den Schlachthof in Berchtesgaden mit.

### Bildungseinrichtungen
Ramsau verfügt über eine einzügige Grundschule, je nach Schülerzahl werden auch kombinierte Klassen eingerichtet. Die Grundschule bezog 1999 ein neues Schulgebäude. Zudem unterhält die Gemeinde seit 1985 einen Kindergarten, der 1999 ebenfalls in neue Räumlichkeiten umgezogen ist und 2008 um einen Erweiterungsbau für eine Krippengruppe ergänzt wurde. Neben der Betreuung von Kleinkindern bietet der Kindergarten eine Mittagsbetreuung für Grundschulkinder bis 10 Jahren an.

## Trivia
Auf seinem Weg nach Mariapfarr gelangte Joseph Mohr (1792–1848) auch an den Ramsauer Pfarrhof und wurde auf Bitten des Pfarrers vom 29. August bis 10. Oktober 1815 als Pfarrgehilfe eingesetzt. Ein Jahr später verfasste Mohr in Mariapfarr den Text des weltbekannten Weihnachtsliedes Stille Nacht, heilige Nacht.

## Persönlichkeiten

### Söhne und Töchter der Gemeinde
- Johann Grill (1835–1917), Bergführer, Erstdurchsteiger der Watzmannostwand
- Johann Punz (1843–1906), Alpinist
- Konrad Westermayr (1883–1917), Maler des Spätimpressionismus.

### Ehrenbürger
Der Gemeinderat hat folgende Personen zu Ehrenbürgern ernannt:
- 1897: Martin Westermayer, Villa Post, Lehrer, Erster Betriebsleiter der Ramsauer Post ab 1885, Vorstand des Verschönerungsvereins und Gründungsmitglied der Freiwilligen Feuerwehr Ramsau, dem zu Ehren die Gemeinde 1999 auch einen Gedenkstein im Bergkurgarten errichtet hat.[26]
- 31. August 1919: Johann Irlinger, Fendten, Kreisrat, 1. Bürgermeister a. D.
- 29. Januar 1973: Gottfried Raubinger, Pfarrer
- 10. August 1976: Richard Graßl, Haus Bachrand, Kreisrat, 2. Bürgermeister und Gemeinderat a. D.
- 12. September 1986: Schwester Guntrama (1914–1992), Gemeindeschwester von 1946 bis 1987

### Bekannte Bürger
Folgende Persönlichkeiten wurden zwar nicht in Ramsau geboren, standen bzw. stehen aber in einer engen Beziehung zu der Gemeinde:
- Hans Brandner (* 1949), Rennrodel-Weltmeister und Olympia-Silbermedaillengewinner im Doppelsitzer, führte mit seiner Familie das Hotel „Hochkalter“ in Ramsau
- Wolfgang Bartels (1940–2007), Bronzemedaillengewinner im olympischen Abfahrtslauf 1964, führte den von den Eltern übernommenen Gasthof „Wörndlhof“ in Hintersee
- Hermann Buhl (1924–1957), Erstbesteiger des Nanga Parbat, hatte ab 1951 bis zu seinem Tod den ersten Wohnsitz in Ramsau.
- Kriemhild Buhl (* 1951), Kinderbuchautorin, lebt in Ramsau und auch dort aufgewachsen
- Carolin Fernsebner (* 1986), Skirennläuferin, wuchs in Ramsau auf
- Franz Graßl (* 1965), Skibergsteiger, lebt in Ramsau
- Georg Graßl (1926–1995), Landtagsabgeordneter, machte sich in Ramsau als Malermeister selbständig
- Hartmut Graßl (* 1940), Klimaforscher, wuchs in Ramsau auf
- Judith Graßl (* 1968), Skibergsteigerin, lebt in Ramsau
- Wilfried Heller (* 1942), Geograph und Migrationsforscher, wuchs in Ramsau auf
- Thomas Klinger (* 1951), Fotograf und Grafiker, lebt in Ramsau und auch dort aufgewachsen
- Will Klinger-Franken (1909–1986), Kunstmaler, ab 1949 regelmäßiger Aufenthalt, ab 1960 bis zu seinem Tod erster Wohnsitz in Ramsau.
- Manuel Machata (* 1984), Weltmeister im Viererbob 2011, wuchs in Ramsau auf
- Anton Palzer (* 1993), Skibergsteiger, Radrennfahrer, lebt in Ramsau
- Franz Pöschl (1917–2011), Generalleutnant a. D., lebte viele Jahre am Hintersee
- Jakob Resch, zweimaliger Bronzemedaillengewinner im Bob, lebt in Ramsau und führte den Hotel-Gasthof an der Hindenburglinde.
- Martin Schwab (1926–2012), Volksmusikant, führte das Wirtshaus „Gerstreit“ in Ramsau
- Willy Schlieker (1914–1980), Großindustrieller, Begründer des Ramsauer Skigebiets Hochschwarzeck, lebte ab Mitte der 1960er in dem Jagdhaus seiner Frau in Ramsau.[103]